# Episodi di Supernatural (dodicesima stagione)

Logo della dodicesima stagione

La dodicesima stagione di Supernatural è stata trasmessa dall'emittente statunitense The CW dal 13 ottobre 2016 al 18 maggio 2017. 
In Italia è stata trasmessa dal 26 dicembre 2018 al 10 gennaio 2019 su Rai 4.
Questa è la prima stagione con Andrew Dabb e Robert Singer come showrunner.
Mark Pellegrino entra nel cast principale, mentre Mark Sheppard lascia la serie. Ricompare come special guest star Jim Beaver nel ruolo di Bobby Singer.
Gli antagonisti principali della stagione sono Lucifero, il principe infernale Dagon e gli Uomini di Lettere inglesi.
| n° | Titolo Originale                  | Titolo Italiano                         | Prima TV USA     | Prima TV Italia  |
| -- | --------------------------------- | --------------------------------------- | ---------------- | ---------------- |
| 1  | Keep Calm and Carry On            | Resta calmo e va avanti                 | 13 ottobre 2016  | 26 dicembre 2018 |
| 2  | Mamma Mia                         | Mamma mia                               | 20 ottobre 2016  | 27 dicembre 2018 |
| 3  | The Foundry                       | La fonderia                             | 27 ottobre 2016  | 27 dicembre 2018 |
| 4  | American Nightmare                | Incubo americano                        | 3 novembre 2016  | 28 dicembre 2018 |
| 5  | The One You've Been Waiting For   | Ho ucciso Hitler                        | 10 novembre 2016 | 28 dicembre 2018 |
| 6  | Celebrating the Life of Asa Fox   | Celebrando la vita di Asa Fox           | 17 novembre 2016 | 31 dicembre 2018 |
| 7  | Rock Never Dies                   | Il rock non muore mai                   | 1º dicembre 2016 | 31 dicembre 2018 |
| 8  | LOTUS                             | Il seme del male                        | 8 dicembre 2016  | 1º gennaio 2019  |
| 9  | First Blood                       | Primo sangue                            | 26 gennaio 2017  | 1º gennaio 2019  |
| 10 | Lily Sunder Has Some Regrets      | I rimpianti di Lily Sunder              | 2 febbraio 2017  | 2 gennaio 2019   |
| 11 | Regarding Dean                    | A proposito di Dean                     | 9 febbraio 2017  | 2 gennaio 2019   |
| 12 | Stuck in the Middle (With You)    | Una lancia mortale                      | 16 febbraio 2017 | 3 gennaio 2019   |
| 13 | Family Feud                       | Faida famigliare                        | 23 febbraio 2017 | 3 gennaio 2019   |
| 14 | The Raid                          | L'incursione                            | 2 marzo 2017     | 4 gennaio 2019   |
| 15 | Somewhere Between Heaven and Hell | Da qualche parte tra Inferno e Paradiso | 9 marzo 2017     | 4 gennaio 2019   |
| 16 | Ladies Drink Free                 | Le signore bevono gratis                | 30 marzo 2017    | 7 gennaio 2019   |
| 17 | The British Invasion              | L'invasione britannica                  | 6 aprile 2017    | 7 gennaio 2019   |
| 18 | The Memory Remains                | Il ricordo rimane                       | 13 aprile 2017   | 8 gennaio 2019   |
| 19 | The Future                        | Il futuro                               | 27 aprile 2017   | 8 gennaio 2019   |
| 20 | Twigs & Twine & Tasha Banes       | Magie e vecchi merletti                 | 4 maggio 2017    | 9 gennaio 2019   |
| 21 | There's Something About Mary      | Tutti pazzi per Mary                    | 11 maggio 2017   | 9 gennaio 2019   |
| 22 | Who We Are                        | Chi siamo                               | 18 maggio 2017   | 10 gennaio 2019  |
| 23 | All Along the Watchtower          | Un altro mondo                          | 18 maggio 2017   | 10 gennaio 2019  |

## Resta calmo e va avanti
- Titolo originale: Keep Calm and Carry On
- Diretto da: Phil Sgriccia
- Scritto da: Andrew Dabb

### Trama
Dean cerca di avvicinarsi a Mary presentandosi a lei come suo figlio, ma la donna lo attacca perché è convinta di essere nel 1983, anno in cui Dean era ancora un bambino. Infatti il cacciatore le spiega che sono passati 33 anni dalla sua morte, poi per dimostrarle che lui è suo figlio le racconta del suo passato con John e quindi Mary lo abbraccia capendo che lui è davvero Dean. Castiel, dopo esser stato cacciato dal bunker da Toni, ruba un'auto e torna in Kansas. Dean spiega a sua madre che l'Oscurità l'ha riportata in vita, tra l'altro Mary è sorpresa nell'apprendere che John era diventato un cacciatore, che ha educato a sua volta Sam e Dean a seguire le sue orme e che John è morto per salvare i figli. Toni porta Sam da un veterinario, il dottor Marion, affinché lo possa medicare dalla ferita d'arma da fuoco offrendogli centomila dollari per non fare domande. Poi la donna, insieme alla sua assistente, Ms. Watt, porta Sam in un rifugio, lei gli spiega che sono membri degli Uomini di Lettere britannici: è da tempo che osservavano i Winchester e sono anche a conoscenza di tutto ciò che hanno fatto, compresa la loro lotta contro Lucifero, ma quando hanno messo in pericolo il mondo liberando l'Oscurità hanno sentito l'esigenza d'intervenire affermando che i cacciatori americani non fanno un buon lavoro nella lotta contro il soprannaturale. A differenza dei cacciatori americani, che intervengono solo quando i mostri hanno già cominciato a mietere vittime, in Inghilterra gli Uomini di Lettere britannici usano sistemi di sicurezza per individuare i mostri non appena mettono piede sul loro territorio e, una volta localizzati, li uccidono prima che possa fare danni: grazie a questo modus operandi in Inghilterra non ci sono più vittime da creature soprannaturali. Toni vorrebbe istruire anche i cacciatori americani rendendoli più efficienti, quindi chiede a Sam di darle una mano a rintracciarli, ma lui non fidandosi della donna, la quale si è dimostrata fredda e spietata, non proferisce parola. Dean porta sua madre nel bunker degli Uomini di Lettere, Mary è meravigliata avendo sempre creduto che fossero una leggenda, poi però notano del sangue sul pavimento e capiscono che oltre a esserci stato uno scontro con qualcuno, Sam è sparito. Infine arriva Castiel che, piacevolmente sorpreso nel vedere Dean ancora vivo, corre ad abbracciare l'amico. Dean presenta Mary a Castiel, informando inoltre sua madre che il suo amico è un angelo; Castiel spiega a Dean che una donna l'aveva cacciato via dal bunker usando il sigillo enochiano, poi Dean con il suo computer hackera le videocamere del traffico della zona e vede che l'unico mezzo passato nelle vicinanze è un SUV, quindi capisce che Sam è stato rapito. Intanto Lucifero, dopo che Amara lo ha espulso dal corpo di Castiel, sta cercando un altro tramite ma non riesce a trovarne uno abbastanza forte da contenerlo, quindi i demoni al suo servizio si sbarazzano dei corpi dei tramiti deceduti, poi però vengono raggiunti da Crowley che, prima di sterminarli, afferma di poter uccidere il Diavolo. Crowley nota che tra i cadaveri di una famiglia manca un corpo, infatti il famigliare assente probabilmente è riuscito a fare da tramite a Lucifero. Dean, Castiel e Mary, in viaggio sull'Impala, vanno alla ricerca di Sam. Castiel e Mary incominciano a fare amicizia: l'angelo ha capito che lei si sente a disagio, essendosi risvegliata in un mondo moderno che non conosce. Toni e Ms. Watt cercano di estorcere informazioni a Sam con la tortura, legandolo a una sedia, usando prima l'acqua gelida e poi una fiamma ossidrica, ma lui non cede, tanto che Ms. Watt propone di chiedere aiuto a un altro Uomo di Lettere, un certo Arthur Ketch, ma Toni preferisce non rivolgersi a lui per il momento. Dean, Castiel e Mary trovano il dottor Marion e con le cattive lo costringono a chiamare Toni: Dean minaccia la donna che però non si lascia intimorire. Dean, Castiel e Mary decidono di tornare al bunker ma Ms. Watt, alla guida della sua auto, urta l'Impala. Durante l'impatto, Mary sviene, ma appena si riprende e vede che la donna sta avendo la meglio contro Dean e Castiel, usando dei tirapugni speciali che aumentano la sua forza, decide di intervenire e la pugnala con la lama angelica di Castiel. Toni slega Sam e usa su di lui una tecnica illusoria facendogli rivivere i ricordi delle persone che sono morte a causa sua nel corso degli anni, osservandolo con una videocamera, poi Sam colpisce uno specchio con un pugno e usa una scheggia per tagliarsi la gola. Toni si avvicina al suo corpo, ma Sam l'attacca: infatti aveva inscenato il suicidio per cercare di scappare, ma Toni dopo una breve colluttazione riesce ad avere la meglio. Dean informa sua madre che dal cellulare di Ms. Watt hanno rintracciato una telefonata ad Aldrich in Missouri, quindi Sam potrebbe trovarsi da quelle parti. Mary confessa a Dean che non accetta che questa sia la vita che conducono i suoi figli; lei non voleva che loro diventassero cacciatori, ma Dean le spiega che nonostante tutto lui e suo fratello hanno salvato molte vite ed è convinto che il mondo sia un posto migliore grazie a loro. Crowley trova il nuovo tramite di Lucifero ma anche lui è morto, non riuscendo a contenere per molto tempo il potere della possessione dell'arcangelo.
- Supernatural Legend: Angeli, Demoni.
- Guest stars: Samantha Smith (Mary Winchester), Elizabeth Blackmore (Toni Bevell).
- Musiche: Solitude (Black Sabbath)

## Mamma mia
- Titolo originale: Mamma Mia
- Diretto da: Thomas J. Wright
- Scritto da: Brad Buckner e Eugenie Ross-Leming

### Trama
Aldrich, Missouri. Castiel continua a cercare Sam, trovandolo in una fattoria che secondo il contratto d'affitto è intestata a una donna inglese (Toni): l'angelo rivela a Dean la localizzazione, ma non può accedere all'abitazione perché è protetta da sigilli enochiani contro gli angeli. Mary cerca di rimettersi al passo con i tempi e accompagna Dean nella sua missione di salvataggio, la donna però mette in guardia il figlio, perché tutti i cacciatori, indipendentemente da quanto siano bravi, poi fanno tutti una brutta fine. Dean le spiega che dopo la sua morte John è diventato un cacciatore per scoprire la verità sulla sua morte, si fece assorbire da quel mondo e così anche lui e Sam, sebbene quest'ultimo avesse deciso di chiudere andando all'università, ma quando John è morto Sam ha ripreso a fare il cacciatore, perché in sostanza il loro legame fraterno è l'unica cosa che hanno. Intanto Toni e Sam fanno l'amore e lui inizia a rivelarle ciò che sa sui cacciatori americani, Toni gli spiega che i cacciatori che operano sul suolo britannico lavorano direttamente al comando degli Uomini di Lettere, mentre quelli americani sono troppo irresponsabili e risolutivi. Sam si rende conto che quella che sta vivendo è solo un'illusione: infatti Toni ha usato la magia su di lui, ma essendo un incantesimo che alla lunga crea danni alla mente, decide di ricorrere nuovamente alla tortura fisica. Toni parla al telefono con Mick, un altro membro degli Uomini di Lettere britannici, irritato con lei dopo aver trovato il cadavere di Ms. Watt. Nel frattempo Dean e Mary raggiungono il nascondiglio di Toni; Dean entra nell'abitazione, ma Toni cattura anche lui con l'intento di torturarlo insieme a Sam che è sorpreso nell'apprendere che suo fratello è ancora vivo, ma ancora di più nel rivedere sua madre. Mary attacca Toni, dando a Dean le chiavi con cui liberarsi dalle manette che lo tenevano prigioniero. Dean e Mary mettono al tappeto Toni, poi vengono raggiunti da Castiel che è riuscito a entrare nella casa grazie a Mick, che ha eliminato i sigilli anti-angelo. Mick spiega ai Winchester che a dispetto dell'approccio fin troppo violento di Toni, gli Uomini di Lettere britannici hanno buone intenzioni e che vorrebbero stringere un'alleanza con loro. Inoltre promette che Toni verrà punita per il suo comportamento, lasciando loro il suo numero di telefono. Nel frattempo a Cleveland (Ohio), Vince Vincente, un'attempata rockstar sul viale del tramonto che si sente ancora in colpa per il suicidio della sua amata Jen, morta per overdose, rimane solo nella sua camera d'albergo dopo un concerto. Ad un tratto comincia ad avere delle allucinazioni che lo terrorizzano e infine gli appare la sua amata che gli dice di essere un angelo e con uno stratagemma si fa dare il consenso per possederlo: Vince è ora il nuovo tramite di Lucifero. Crowley trova Rowena e la convince a collaborare con lui per rimettere in gabbia Lucifero, nonostante lei sia contraria per i trascorsi avuti con l'arcangelo. Tornato all'Inferno, Lucifero trova Crowley il quale prova a stringere un accordo con lui: ora che Dio se n'è andato, Lucifero potrebbe governare il Paradiso e lasciare invece a Crowley l'Inferno. L'arcangelo non è intenzionato a scendere a patti con lui e vuole attaccarlo, ma Rowena lo blocca con la sua magia, mentre Crowley gli getta addosso dell'acido solforico per indebolire il suo tramite. Purtroppo l'attacco a sorpresa non sortisce alcun effetto in quanto Lucifero riesce a guarire il suo tramite e l'incantesimo di Rowena per vincolare l'arcangelo nella gabbia non funziona. Dunque Crowley scappa, lasciando la madre da sola in balia di Lucifero. Nel bunker degli Uomini di Lettere, i Winchester si godono una cena di famiglia: dopo aver dato a sua madre il diario di John, Sam le rivela che è felicissimo di poterla finalmente conoscere e non rimpiange di aver dedicato la sua vita alla caccia, affermando che Mary ha riempito il vuoto che ha sempre avuto nella sua vita, e i due si abbracciano. Mick accompagna Toni all'aeroporto, ora sarà lui a occuparsi dei cacciatori americani, sebbene Toni li paragoni a una minaccia pericolosa quanto i mostri sovrannaturali, comunque Mick ci tiene a precisare che se le cose si faranno difficili interverrà il famigerato Ketch, che farà il lavoro sporco per lui all'occorrenza, e Toni, solo sentendo quel nome, ostenta uno sguardo di paura. 
- Supernatural Legend: Angeli, Demoni, Lucifero, Streghe.
- Guest stars: Ruth Connell (Rowena), Samantha Smith (Mary Winchester), Elizabeth Blackmore (Toni Bevell), Rick Springfield (Vince Vincente), Adam Fergus (Mick Davies), Woody Jeffreys (Tommy).
- Musiche: Lost Angel (Heart)

## La fonderia
- Titolo originale: The Foundry
- Diretto da: Robert Singer
- Scritto da: Robert Berens

### Trama
Saint Paul, Minnesota. Dave e Nat mentre fanno una passeggiata entrano in una casa abbandonata dopo aver sentito il pianto di un bambino, ma non appena giunti nella stanza da cui provenivano le grida, un'entità li attacca. Al bunker degli Uomini di Lettere, Mary fa capire a Castiel che al momento si sente a disagio, non si è ancora integrata in questo mondo che non conosce, intanto Dean e Sam fanno delle ricerche sugli Uomini di Lettere britannici, trovando solo un documento della sala capitolare di Londra parzialmente censurato, quindi non molto utile. I due fratelli si sorprendono quando Castiel li informa che andrà da solo a Cleveland per cercare indizi su Lucifero, promettendo ai Winchester che li coinvolgerà al momento opportuno, per ora l'angelo preferisce che i due tengano d'occhio la madre. Mary legge la notizia delle morti dei due ragazzi a Saint Paul sul giornale, comunicando ai figli che vuole tornare a cacciare, così Sam e Dean decidono di seguirla; in effetti Dean è felicissimo di poter fare una "caccia di famiglia" e così i Winchester incominciano a seguire il caso. A Cleveland, Castiel si spaccia per un agente federale e interroga Tommy, il migliore amico di Vince nonché membro della sua band, che è stato aggredito da Vince/Lucifero. L'angelo incrocia Crowley che convince Castiel a cercare insieme Lucifero per rispedirlo nella gabbia, seguendo gli spostamenti di Vince. Castiel accetta, anche se con qualche riserva. Intanto a Saint Paul, i Winchester fingendosi degli agenti dell'FBI, parlano con il medico legale che li informa che le vittime hanno tutte una bruciatura da congelamento a forma di mano sul polso e che i loro cuori sono stati letteralmente congelati. Mary, Dean e Sam vanno nella casa dove sono avvenute le morti, e lì Mary vede il fantasma di un bambino, che la prende per il braccio con la mano, generando una bruciatura da congelamento come quelle delle vittime, ma Dean riesce ad allontanare lo spirito. Mary però è confusa, ammette che non percepiva ostilità da parte del fantasma, ma paura, benché i suoi figli non prendono molto sul serio le sue insinuazioni. Facendo delle ricerche scoprono che i bambini di diverse famiglie sono morti in quella casa: la prima è stata Elizabeth Moriarty. Inoltre Mary riesce a trovare l'identità del fantasma che ha visto: Lucas Kellinger. Nel frattempo Crowley e Castiel, fingendo di essere due agenti federali, vanno da Wendy, la sorella di Vince, e Castiel nota che è stata miracolata a seguito di una paralisi alle gambe: infatti è stata opera di Lucifero, però la donna non vuole proferire parola. Quindi Crowley minaccia di annullare la guarigione, ma Castiel lo ferma convincendo la donna a parlare: Wendy ammette che suo fratello ha guarito le sue gambe, ma aveva percepito qualcosa di oscuro in lui, inoltre li informa che era in compagnia di una donna, e dalla descrizione capiscono che si tratta di Rowena. Crowley capisce che Lucifero vuole servirsi dei poteri di Rowena per i suoi scopi, dunque è necessario trovarli il prima possibile. Dean e Sam danno fuoco ai resti di Lucas nella sua tomba, così da esorcizzare il suo spirito. Sam esprime preoccupazione per la madre e cerca di far vedere al fratello quella verità che lui vuole ignorare: Mary non si sente a suo agio, è confusa e spaesata da quando è ritornata in vita. I due fratelli tornano al motel e scoprono che Mary non è lì, non ci mettono molto a capire che è ritornata nella casa abbandonata. Infatti Mary vede lo spirito di Lucas che non è stato esorcizzato, poi la donna viene attaccata e posseduta dallo spirito malvagio di Hugo Moriarty, il padre della prima vittima. Quando arrivano Sam e Dean, i fratelli Winchester devono affrontare lo spirito, che cerca di uccidere Dean congelandogli il cuore. Grazie a Lucas, Sam trova delle ossa murate, appartenute allo spirito di Hugo e le brucia. Mary è salva, il malvagio spirito viene esorcizzato e appaiono i fantasmi di Lucas e di altri bambini che poi spariscono, trovando la pace. Lucifero, intanto, obbliga Rowena a creare un incantesimo che lo leghi al suo nuovo tramite per sempre, ma la strega inganna Lucifero e fa un incantesimo che accelera il processo di decomposizione del suo tramite per poi spedirlo sul fondo dell'oceano e, quando Crowley e Castiel la raggiungono, dice loro che qualora dovessero mai catturare Lucifero possono chiamarla per sigillarlo di nuovo. Mary spiega a Dean che quando era posseduta da quel fantasma ha potuto conoscere la sua storia: quando Elizabeth morì, Hugo divenne pazzo e si murò in quella casa andando incontro all'inevitabile morte, ma il suo spirito non trovò la pace, arrivando a uccidere i bambini delle famiglie che restarono vincolati alla casa con l'intento di "rimpiazzare" la figlia perduta. Così gli spiriti di quei bambini non trovavano la pace e Hugo traeva potere da loro per diventare più potente, ma ora che lo spirito responsabile degli infanticidi è stato esorcizzato i fantasmi di quei bambini non erano più inquieti e hanno trovato la pace. Mary ammette che sente la mancanza di John e dei "suoi bambini", perché ormai Dean e Sam sono adulti e guardarli le ricorda costantemente che si è persa gran parte della loro vita. Dunque, sentendo l'esigenza di stare da sola per un po', decide di lasciare il bunker con grande dispiacere dei due fratelli.
- Supernatural Legend: Angeli, Demoni, Lucifero, Streghe, Fantasmi.
- Guest star: Ruth Connell (Rowena), Samantha Smith (Mary Winchester), Rick Springfield (Vince Vincente), Woody Jeffreys (Tommy).
- Altri interpreti: Cameron Grierson (Hugo Moriarty), Nancy Kerr (Wendy Vincente).
- Musiche: Born to be wild (Steppenwolf)

## Incubo americano
- Titolo originale: American Nightmare
- Diretto da: John Showalter
- Scritto da: Davy Perez

### Trama
Mason City, Iowa: una donna di nome Olivia entra in chiesa gridando, mentre un'entità invisibile le procura delle ferite simili a quelle della Passione di Cristo. La ragazza muore sotto lo sguardo imperterrito dei presenti che non sanno darsi una spiegazione. Dean e Sam, fingendosi preti dell'arcidiocesi, interrogano il prete che era lì presente: lui afferma che Olivia pronunciava delle parole in una lingua straniera, avanzando l'ipotesi che fosse ebraico, ma Sam capisce che si tratta di aramaico antico e ciò che Olivia stava dicendo poteva tradursi in "Salvami, o Dio". Il caso non sembra correlato a un demone o a un fantasma, dunque pensano che si tratti di un angelo ribelle, ma dopo aver parlato con Castiel quest'ultimo informa il cacciatore che nessun angelo è colpevole della morte di Olivia. Inoltre gli rivela che Lucifero ha preso possesso del famoso musicista Vince Vincente e che gli sta dando la caccia insieme a Crowley. Dato che Olivia era un'assistente sociale, i due fratelli vanno nel suo ufficio e parlano con una delle colleghe, Beth, la quale li mette al corrente che gli assistenti sociali ricevono spesso minacce quando i minorenni vengono separati dalle famiglie. Dean però, attraverso alcuni indizi, ha il sospetto che Beth sia una strega e che lei abbia ucciso Olivia per avere una promozione, anche se Sam gli suggerisce di non essere precipitoso e avere maggiori conferme. Intanto un fattorino di nome Ricky muore fustigato dalla stessa entità misteriosa che ha ucciso Olivia. Sam e Dean scoprono che Olivia stava lavorando sul caso di Magda Peterson, una ragazza deceduta da poco, inoltre Ricky faceva delle consegne proprio alla sua famiglia: a quanto pare si tratta dell'unico punto in comune che avevano le due vittime. Sam nota che Dean è più scontroso del solito, non ci mette molto a capire che è arrabbiato per l'allontanamento di Mary sebbene Sam gli spieghi che a volte bisogna lasciare un po' di spazio alle persone, anche in famiglia. Mentre indagano, i due fratelli non si sono resi conto che un misterioso uomo in sella a una moto li sta pedinando. Dean e Sam, fingendo di essere due assistenti sociali, vanno a casa dei Peterson dove conoscono il marito Abraham, la moglie Gail e il figlio Elijah. I Peterson osservano in maniera maniacale le regole del Vecchio Testamento, sono fortemente devoti, vivono in totale isolamento e senza elettricità da almeno 5 anni. Gail rivela che hanno cambiato completamente modo di vivere quando la donna ha avuto una visione di Dio a seguito di un incidente stradale. Sam inizia a intravedere la natura oscura della donna quando, parlando della morte di Magda, Olivia e Rick, nota che lei non batte ciglio e afferma che si tratta di volontà divina e, prima di andarsene, Sam incolpa la donna di aver lasciato morire ingiustamente la figlia. Dean è ancora convinto che la responsabile delle morti sia Beth, ma Sam crede che le morti siano causate dal fantasma di Magda. Dean va da Beth per ucciderla ma dopo una breve chiacchierata con lei capisce che non è una strega e che non era nemmeno interessata alla promozione. Durante la notte, Sam entra furtivamente nella proprietà dei Peterson e, origliando una conversazione tra Abraham e Elijah, scopre che Magda in realtà è ancora viva. Gail la tiene prigioniera in cantina e la costringe ad autoflagellarsi, perché è convinta che la figlia sia posseduta dal Diavolo. Elijah e Abraham sorprendono Sam e, dopo averlo stordito, segregano anche lui in cantina insieme a Magda. Appena il cacciatore rinviene, parla con Magda e capisce che è una sensitiva, ma Gail, spaventata dal suo potere, ha maturato la convinzione che sua figlia fosse il Diavolo, facendo sì che anche la figlia desse credito alle sue paranoie. In realtà Abraham e Elijah sono visibilmente in disaccordo con Gail, ma non hanno il coraggio di reagire dato che sono terrorizzati da lei. Magda era stufa di subire gli abusi della madre e quando Olivia e Ricky andavano a casa dei Peterson, lei pregava affinché la salvassero, ma non avendo controllo sui suoi poteri, ha finito con l'ucciderli. Sam spiega a Magda che lei non è indemoniata, ma ha dei poteri psichici che deve imparare a gestire. Nel frattempo Gail cerca di trovare una soluzione per evitare la prigione, dato che ora Sam ha scoperto che Magda è viva. I Peterson legano Sam a una sedia, costringendolo a cenare con loro, mentre Gail spiega al cacciatore che l'incidente stradale che le costò quasi la vita fu causato proprio da Magda, a seguito di un litigio con la figlia. Quando Abraham inizia a mangiare, muore a causa del veleno che Gail ha messo nel cibo: lei nella sua follia vuole morire insieme a tutta la famiglia credendo che così raggiungeranno il Paradiso insieme. Anche se Elijah non vuole mangiare il cibo avvelenato, si vede costretto a farlo essendo troppo arrendevole alla prepotenza della madre, ma Magda, usando i suoi poteri telecinetici, impedisce al fratello di togliersi la vita. In preda alla rabbia Gail vuole accoltellare Magda, ma Elijah si frappone tra le due e muore trafitto da un coltello. Magda usa i suoi poteri, cercando di indurre la madre a togliersi la vita, però Sam la esorta a risparmiarla. Dean, Beth e la polizia raggiungono la casa dei Peterson: Gail viene arrestata per duplice omicidio, mentre Magda andrà a vivere da una zia in California. Sam promette a Magda che potrà contare su di lui in caso avesse bisogno di aiuto. Parlando con il fratello, Dean ammette che, anche se gli dà fastidio che Mary si sia separata da loro, inizia a farsene una ragione e si rallegra per uno scambio di SMS con la madre. Mentre Magda è in viaggio per la California, viene uccisa dall'uomo che stava pedinando i fratelli Winchester: si tratta di Arthur Ketch, un membro degli Uomini di Lettere britannici.
- Supernatural Legend: Sensitivi.
- Guest star: David Haydn-Jones(Arthur Ketch), Paloma Kwiatkowski (Magda Peterson), Aliza Vellani (Beth Roberts).
- Altri interpreti: William MacDonald (Abraham Peterson), Christina Carlisi (Gail Peterson), Gig Morton (Elijah Peterson), Mariessa Portelance (Olivia Sanchez).
- Musiche: Golden dunes (The Budos Band)

## Ho ucciso Hitler
- Titolo originale: The One You've Been Waiting For
- Diretto da: Nina Lopez-Corrado
- Scritto da: Meredith Glynn

### Trama
Columbus (Ohio): Marvin, il proprietario di un negozio di antiquariato, cerca di contrattare con una cliente per la vendita di un orologio da tasca molto prezioso, ma un uomo riesce, con i suoi poteri, a dare fuoco sia a Marvin che alla cliente, rubando poi l'orologio. Dean e Sam indagano sul caso, non essendo molto convinti che le due vittime siano morte veramente per combustione spontanea; all'interno del negozio trovano una stanza segreta interamente dedicata al Terzo Reich. Sam controlla il computer del negozio e scopre che Marvin gestiva segretamente un traffico di manufatti risalenti ai tempi della Germania nazista, compreso il misterioso orologio che a quanto pare apparteneva a uno degli uomini di fiducia di Hitler; i fratelli Winchester non ci mettono molto a capire che dietro a questa storia c'è la Thule. Dean e Sam telefonano ad Aaron Bass, l'ultimo membro dell'Iniziativa di Giuda, che ora si trova a Berlino e informa i due cacciatori che negli ultimi tempi la Thule è in fermento, evidentemente stanno preparando qualcosa di grosso. Intanto una ragazza di nome Ellie Grant, viene raggiunta da Nauhaus, il membro della Thule che ha ucciso Marvin e la sua cliente, accompagnato dal figlio Christoph, e uccide l'uomo con cui Ellie era appena uscita bruciandolo vivo con la sua magia. Ellie riesce a scappare dalla scala antincendio, chiedendo aiuto alla polizia, ma Christoph la cattura rubando un'auto della polizia, sotto lo sguardo di Sam e Dean, che riescono a raggiungerli, salvando la ragazza e catturando Christoph. Dean minaccia di morte Christoph, il quale spiega che l'orologio apparteneva a suo padre, che tra l'altro è uno dei comandanti di alto rango della Thule, lui era uno dei sottufficiali di Hitler, e grazie alla negromanzia Nauhaus nel corso degli anni non è invecchiato. Christoph racconta che Hitler non si tolse la vita a Berlino nel 1945 come credono tutti, poiché Nauhaus salvò la sua anima con la magia vincolandola nell'orologio; purtroppo i sovietici uccisero i custodi dell'orologio che andò perduto, fece il giro del mondo, in Cina e anche in Perù, ma alla fine è stato ritrovato dalla Thule nel negozio di Marvin. Ellie non riesce a capire quale sia il suo ruolo in questa storia e Christoph le fa una sconcertante rivelazione: lei è una discendente del Führer. La ragazza fatica a credere a una cosa del genere, ma Christoph le spiega che lei è stata adottata; è già da un po' di anni che la Thule la teneva d'occhio in quanto hanno intenzione di riportare Hitler in vita e il suo spirito può risiedere solo nel corpo di un discendente. Dean e Sam vedono questa come una grande opportunità: usando Ellie come esca potranno distruggere l'alto comando della Thule. Purtroppo però i membri della Thule riescono a raggiungerli, mettono fuori combattimento i fratelli Winchester, portano in salvo Christoph e catturano Ellie. In realtà Christoph inizia a dubitare di suo padre e dei suoi metodi, ma Nauhaus dice al figlio che il ventunesimo secolo è allo sbando e che è il momento migliore per riportare in vita Hitler e rimetterlo al comando del mondo. Nauhaus scopre che suo figlio ha confessato la verità ai Winchester e incarica uno dei suoi scagnozzi, Fritz, di ucciderlo, ma Christoph disarma Fritz e lo uccide. Avendo capito che suo padre non si darà pace finché non lo avrà trovato e ucciso, Christoph rintraccia i fratelli Winchester gli unici alleati che possono aiutarlo) e li porta nel covo della Thule, dove si apprende che Nauhaus, collegando sé stesso e Ellie a dei macchinari per la trasfusione del sangue, preleverà il sangue della ragazza che verrà iniettato nel suo corpo: infatti non sarà Ellie a contenere l'anima di Hitler ma Nauhaus, e per questo il suo corpo necessita del sangue di Ellie essendo consanguinea del Führer. Avendo prelevato abbastanza sangue da Ellie, il corpo di Nauhaus è ormai pronto e assorbe l'orologio e l'anima di Hitler, il quale ritorna in vita più euforico che mai nel corpo di Nauhaus. Il Führer è indifferente a Ellie, che intende lasciare morire dissanguata, rivolgendo la sua attenzione a Sam e Dean che sono stati catturati dai membri della Thule. Questo però permette a Ellie di prendere una pistola e sparare, uccidendo un membro della Thule; Dean prende la pistola di quest'ultimo e la usa sparando ai restanti membri della Thule e infine pure a Nauhaus/Hitler uccidendoli. Dopo aver messo in salvo Ellie, Dean è soddisfatto come non mai per avere il merito di aver ucciso Hitler. Alla fine i fratelli Winchester permettono a Christoph di scappare via, ma lo avvisano che dovrà passare la sua vita a nascondersi dagli altri membri della Thule in circolazione, per i quali ora lui è un traditore.
- Supernatural Legend: Stregoneria, Negromanzia.
- Guest star: Adam Rose (Aaron Bass), Allison Paige (Ellie), Gil Darnell (comandante Nauhaus/Adolf Hitler), Keenan Tracey (Christoph), Charles Siegel (Marvin).
- Altri interpreti: Wolfgang Klassen (Fritz), Michael Rys (Wolfgang), Nicholas Harrison (Hans)
- Musiche: Symphony No. 7 in E Major: IV. Finale. Bewegt, doch nicht zu schnell (Anton Bruckner, Leopold Nowak), Das Rheingold, Act I: Prelude (Wagner).
- Citazioni: l’orologio di Hitler funge da Horcrux, come nella saga di Harry Potter.

## Celebrando la vita di Asa Fox
- Titolo originale: Celebrating the Life of Asa Fox
- Diretto da: John Badham
- Scritto da: Steven Yockey

### Trama
Emerson, Manitoba (1980). Mary, che aveva messo su famiglia, era pronta a lasciare la caccia, ma prima trova il tempo di salvare un bambino di nome Asa Fox da un licantropo. Il bambino, affascinato da Mary, decide di diventare un cacciatore. Nel presente, Sam e Dean vanno a trovare Jody, che ora è da sola dato che Alex e Claire sono in viaggio a Omaha, passando con lei dei momenti piacevoli, almeno fino a quando Jody non riceve una telefonata dove viene avvertita che Asa è morto: lui e Jody erano amanti. Dean e Sam vanno nella tenuta della famiglia di Asa a Emerson insieme a Jody; alla veglia ci sono molti cacciatori, tra cui Bucky, Elvis, Randy, i gemelli Max e Alicia, inoltre alla veglia arriva anche Mary. Lorraine, la madre di Asa, incolpa Mary della morte del figlio dato che è diventato un cacciatore prendendo lei a modello, e seguendo questo stile di vita non si è mai sposato e non ha avuto figli. Tra i cacciatori, i Winchester sono considerati delle leggende sebbene Sam trovi triste che tutti i cacciatori siano destinati a morire uccisi durante la caccia, ma Dean cerca di fargli capire che quello purtroppo è il loro destino: nessun cacciatore muore di vecchiaia, ma lottando, e anche loro due faranno quella fine. Mary non può fare a meno di sentirsi in colpa per Asa, ma Sam le fa capire che lui aveva fatto le sue scelte e che lei non è responsabile della sua morte. Dean esce momentaneamente dalla casa, ancora nervoso per l'allontanamento della madre, ma nel frattempo un demone di nome Jael intrappola tutti i cacciatori all'interno dell'abitazione con un incantesimo. Bucky spiega ai presenti che Jael era un acerrimo nemico di Asa, è stato lui a ucciderlo, infatti è solito impiccare le sue vittime. Jael prende possesso di alcuni cacciatori, uccide prima Randy e poi Elvis. La mietitrice Billie si presenta sul posto per reclamare le anime dei cacciatori morti, Dean le chiede di usare i suoi poteri per farlo entrare nell'abitazione dato che la magia di Jael non glielo permette. Billie aiuta Dean a entrare nella casa, ma ricordandogli che dovrà pagare un prezzo. Jael prende possesso di Jody e rivela alcuni segreti ai cacciatori: Max e Alicia sono i figli illegittimi di Asa, inoltre il cacciatore è stato ucciso da Bucky. Mary esorcizza il corpo di Jody dalla possessione demoniaca di Jael e lo manda all'Inferno. Bucky a questo punto si vede costretto a confessare tutto: mentre lui e Asa erano a caccia, avevano avuto un alterco durante il quale Bucky aveva spinto l'amico tanto da fargli sbattere la testa contro una roccia; Asa morì sul colpo e Bucky inscenò l'impiccagione per far ricadere la colpa su Jael. Max e Alicia promettono a Bucky che distruggeranno il suo buon nome, tutti sapranno che ha ucciso un altro cacciatore e la sua reputazione sarà rovinata. Dean, Sam, Mary e Jody bruciano i cadaveri di Elvis e Randy seguendo le tradizioni dei cacciatori; Lorraine, ora che ha scoperto che Max e Alicia sono i suoi nipoti, proverà a legare con loro. Poco dopo arriva Billie che è venuta a riscuotere il favore che ha fatto a Dean, infatti offre a Mary un "viaggio di sola andata" per il Paradiso, facendo notare a Sam e Dean che la loro mamma soffre di una solitudine che nemmeno loro possono anche solo concepire e niente può colmare il suo vuoto. Mary accetta, però non subito, non è ancora pronta a lasciare questo mondo e promette ai suoi figli che presto tornerà da loro.
- Supernatural Legend: Licantropi, Mietitori, Demoni.
- Guest star: Kim Rhodes (Jody Mills), Samantha Smith (Mary Winchester), Lisa Berry (Billie), Mac Brandt (Bucky Sims), Billy Wickman (Elvis Katz), Laurie Paton (Lorraine Fox), Kendrick Sampson (Max Banes), Kara Royster (Alicia Banes).
- Altri interpreti: Darren E. Scott (Randy Bull), Jack Moore (Asa Fox).
- Musiche: Roll On Down the Highway (Bachman-Turner Overdrive), Man In the Box (Alice in Chains).

## Il rock non muore mai
- Titolo originale: Rock Never Dies
- Diretto da: Eduardo Sánchez
- Scritto da: Robert Berens

### Trama
Due ragazzi tentano, per gioco, di evocare Lucifero con un rito usando una sua piuma pietrificata trovata in una delle cripte del Diavolo: in effetti il rito funziona, il tramite di Lucifero però sta cedendo ma la sua piuma pietrificata gli ridà un po' di energia, e infine uccide i due ragazzi. Los Angeles (California): Lucifero nel corpo di Vince desidera sperimentare la sua celebrità e rimette in piedi la band di Vince, i Ladyheart, alla quale si unisce nuovamente l'amico Tommy. Castiel e Crowley sono già sul posto e vengono raggiunti da Sam e Dean: i quattro entrano nella suite di Vince scoprendo che Lucifero sta facendo delle ricerche al solo fine di studiare un modo per ottenere più fama e più gloria. Il piano di Lucifero è quello di promuovere il ritorno dei Ladyheart con un concerto segreto, Tommy ignora che Vince è posseduto da Lucifero, ma nota ugualmente qualcosa di strano in lui, l'amico non è interessato a fare musica almeno non quanto lo sia a guadagnarsi sempre più fama nei social media. Lucifero mette alla prova una sua fan, Roseleen, chiedendole di incidersi con una lama il suo nome sul suo corpo. La ragazza, assecondando la sua richiesta, finisce in ospedale, Sam, Dean e Castiel non capiscono quale sia lo scopo di Lucifero, è proprio Crowley a spiegare ai tre che il nemico vuole solo essere venerato. Per prima cosa è necessario scoprire dove si terrà il concerto dei Ladyheart; dato che il produttore della band, Russel Lemmons, è un vecchio protetto di Crowley, quest'ultimo gli chiede dove si esibiranno, ma non riesce a estrapolargli nessuna informazione. Anche Dean e Sam provano a chiederlo alla PR della band, ma senza risultato. Intanto Castiel va da Tommy che crede ancora che l'angelo sia un agente federale, ma nemmeno Tommy collabora. Mentre Lucifero è in limousine con Tommy e Russel, quest'ultimo viene ucciso dall'arcangelo sotto lo sguardo sconcertato della manager e di Tommy, che si mette in contatto con Castiel capendo che la situazione è sfuggita a ogni controllo, dandogli informazioni su dove si terrà il concerto. Dean, Sam, Castiel e Crowley arrivano sul posto, il concerto sta per cominciare, ma Lucifero preferisce esibirsi da "solista" e uccide tutti i membri della band, compreso Tommy, e mette al tappeto Castiel e Crowley, che avevano inutilmente provato a fermarlo. Sam e Dean fanno evacuare l'edificio mettendo tutti in salvo, Castiel prova ancora una volta ad attaccare Lucifero ma non potendo competere con la sua forza viene facilmente battuto. I fratelli Winchester chiedono a Lucifero per quale motivo continua a seminare dolore e morte, dato che lui e Dio si erano riconciliati, in effetti adesso non dovrebbe più avere ragione per essere arrabbiato. Lucifero ammette che ormai niente ha più importanza per lui, compresa la conquista del Paradiso e dell'Inferno, anche i sentimenti che un tempo lo legavano a suo padre non significano più nulla. Lui ora vuole solo conoscere meglio l'umanità e divertirsi a distruggerla perché secondo l'arcangelo la società contemporanea è formata solo da persone volubili che venerano falsi idoli. Il tramite di Vince si sta deteriorando sempre di più e Lucifero lo abbandona, lasciando Vince privo di vita. Castiel, Crowley e i fratelli Winchester discutono sulla situazione: Sam non accetta che Vince, un uomo che significava tanto per la gente, sia ingiustamente morto per via del gioco perverso di Lucifero che adesso è ancora più pericoloso di prima. L'unica cosa certa è che Lucifero sicuramente non si fermerà e giocherà ancora più pesante, ma Dean è convinto che tutti e quattro insieme riusciranno a sconfiggerlo.
- Supernatural Legend: Lucifero, Angeli, Demoni.
- Guest star: Rick Springfield (Vince Vincente), Woody Jeffreys (Tommy), Sandy Sidhu (Constance), Kadeem Hardison (Russel Lemmons).
- Altri interpreti: John Connolly (Adam), Jeff Evans (Gordy), Crystal Allen (Roseleen Greenfield).
- Musiche: The Bloody Messiah (Supernatural Cast feat. Rick Springfield).

## Il seme del male
- Titolo originale: LOTUS
- Diretto da: Phil Sgriccia
- Scritto da: Eugenie Ross-Leming e Brad Buckner

### Trama
Saint Louis, Missouri. Lucifero ha preso possesso dell'Arcivescovo, morto poco dopo perché troppo debole come tramite. Dean e Sam vanno nell'arcidiocesi dopo la morte di un altro tramite umano e scoprono che i preti sono tutti morti. Avendo capito che l'Arcivescovo era posseduto avevano provato a esorcizzarlo, ma Lucifero ha ucciso tutti i presenti, lasciando il suo nuovo tramite privo di vita. I fratelli Winchester sospettano che il prossimo tramite possa essere un conoscente dell'Arcivescovo, ovvero l'amministratore di una potente multinazionale. Infatti Lucifero vuole tramiti umani che rivestono ruoli di rilievo e potere nella comunità. Sam, Dean, Crowley e Castiel continuano a dare la caccia a Lucifero, il quale prende possesso del nuovo tramite, l'uomo più potente del mondo: Jefferson Rooney, il presidente degli Stati Uniti d'America, che ha dato il suo permesso all'angelo di prendere possesso di lui in cambio di un'era di prosperità per il governo americano. Appena Lucifero prende possesso del corpo di Rooney, uccide la sua guardia del corpo, morte che viene fatta passare per una semplice emorragia cerebrale. Attraverso i suoi contatti, Crowley viene a sapere che Lucifero ha preso possesso di Rooney, riferendolo a Castiel e ai fratelli Winchester, e questo rappresenta un problema dato che sarà difficile avvicinarsi a lui essendo una figura di spicco molto protetta. Crowley raggiunge Rowena e uccide il fidanzato della madre con il quale stava litigando, infatti ora serve l'aiuto della strega, la sola che con la sua magia può sigillare nuovamente Lucifero nella gabbia. Lucifero va a letto con Kelly Klane, membro dello staff di Rooney e sua amante: la loro è una relazione clandestina, infatti Rooney è vedovo da poco tempo e la loro storia potrebbe non essere ben vista. Kelly non sa che Rooney è posseduto da Lucifero, gli dice che spera in un futuro insieme come famiglia e Lucifero in effetti trova allettante l'idea, dunque decide di metterla incinta. Castiel percepisce una forte scossa tra le frequenze angeliche, spiegando a Sam e Dean che questo genere di anomalie si generano solo quando viene concepito un Nephilim, una creatura concepita da un'umana e un angelo, ma l'anomalia percepita era molto più potente di quella che solitamente si percepisce dal concepimento di un normale Nephilim, questo vuol dire che il Nephilim in questione è appena stato concepito da un angelo estremamente potente. Sam capisce che può esserci una sola spiegazione: Lucifero ha appena messo incinta un'umana. Sam, Dean e Castiel, a bordo dell'Impala, vanno a Indianapolis nell'Indiana dato che Rooney presenzierà lì per una raccolta fondi, inoltre chiedono a Crowley di scoprire se il presidente ha un'amante, almeno per farsi un'idea di chi possa essere la donna che ora aspetta un figlio da Lucifero. Gli agenti di sicurezza del presidente fermano l'Impala, infatti Lucifero, avendo previsto un intervento dei Winchester, aveva dato alle sue guardie di sicurezza l'ordine di fermarli nel caso li avessero avvistati. Dean, Sam e Castiel hanno modo di conoscere Arthur Ketch che, dopo aver pedinato i cacciatori, arriva in loro soccorso e con un lanciagranate mette fuori combattimento gli agenti di Rooney, a cui Castiel toglie la memoria. Ketch spiega all'angelo e ai due cacciatori che, benché Toni non si sia comportata bene con loro, gli Uomini di Lettere britannici hanno buone intenzioni e vorrebbero veramente aiutare i cacciatori americani a progredire; Castiel conferma che le parole di Ketch sono sincere ma è ancora sospettoso, affermando che a volte la verità è condizionata dal contesto. Ketch fa vedere ai tre alcune delle armi che hanno in dotazione, incrocio tra magia e tecnologia, come ad esempio un generatore di impulsi iperbolici capace di separare un demone dal suo tramite umano. Dean e Sam, sperando che l'oggetto possa funzionare anche con una possessione angelica, chiedono a Ketch l'arma in prestito come prima condizione per stabilire una fiducia reciproca, ma non rivelano dettagli sulla loro missione. Crowley scopre che Kelly è l'amante di Rooney, quindi la teletrasporta nel motel dove ha modo di conoscere Castiel, Sam e Dean che le spiegano la situazione, ma lei, sconcertata dalle loro parole, non può credere che il Diavolo ha preso possesso di Rooney e che l'ha persino messa incinta. Castiel le fa appoggiare la mano su una Bibbia che prende fuoco, ciò è dovuto al fatto che porta in grembo il figlio del Diavolo, e ora non può fare altro che affidarsi a loro. Kelly decide di contribuire al piano per sconfiggere Lucifero, dunque gli telefona per dargli appuntamento con l'intenzione di dirgli che non intende portare avanti la gravidanza. Lucifero e le guardie del corpo di Rooney raggiungono Kelly nel motel, ma Lucifero, fiutando la possibilità che sia una trappola, manda le sue guardie del corpo a perlustrare la camera, però una delle guardie viene condiziona da Castiel affinché dica a Lucifero che non c'è nessun pericolo. Lucifero cade nella trappola e appena aggredisce Kelly interviene Sam che usa il generatore di impulsi iperbolici dividendo il corpo di Rooney dallo spirito di Lucifero, mentre Rowena recita l'incantesimo che lo rinchiude nella gabbia. Castiel porta Kelly via dal motel da una seconda uscita, mentre le guardie del corpo di Rooney, entrando, vedono il presidente svenuto accanto a Sam e Dean, così li arrestano con l'accusa di tentato omicidio dando per scontato che volessero fare del male al presidente. Castiel porta Kelly in una tavola calda, ma poi la donna scappa; aveva capito che Castiel non avrebbe mai permesso la nascita di suo figlio, essendo la prole del Diavolo, ma il suo istinto materno la spinge ad amarlo incondizionatamente.
- Supernatural Legend: Lucifero, Angeli, Demoni, Streghe, Nephilim, Figlio del Diavolo.
- Guest stars: Ruth Connell (Rowena), David Chisum (Jefferson Rooney), Courtney Ford (Kelly Klane), David Haydn-Jones (Arthur Ketch), Adam Fergus (Mick Davies), Stephen Lobo (Rick Sanchez).
- Altri interpreti: Michael Querin (arcivescovo), Mark Brandon (Louis), Philip Prajoux (prete), Jeff Craigen (agente Otto).
- Musiche: Take Five (Dave Brubeck).

## Primo sangue
- Titolo originale: First Blood
- Diretto da: Robert Singer
- Scritto da: Andrew Dabb

### Trama
Lawrence, Kansas. Mary viene contattata da Castiel e le comunica che i suoi figli sono stati arrestati dal governo. Mick fa rapporto agli Uomini di Lettere britannici: purtroppo le cose non migliorano, non è stato capace di convincere nessun cacciatore americano a collaborare con loro. Dean e Sam vengono portati in una prigione situata in un luogo sconosciuto; gli agenti del governo non sanno cosa fare con loro in quanto Rooney non ha ricordo di quando è stato posseduto da Lucifero, Kelly è sparita, e inoltre risulta che i Winchester fossero deceduti già da qualche anno. Il loro sospetto è che possano appartenere a un gruppo sovversivo. Dean e Sam vengono rinchiusi in celle separate e non intendono proferire parola, ma i loro carcerieri li mettono in guardia: resteranno lì soli per sempre almeno finché non parleranno. I due fratelli si preparano ad affrontare la prova peggiore della loro vita, trascorrendo più di un mese nelle loro celle senza mai uscire. Castiel ha chiesto aiuto a Crowley sperando che potesse usare i suoi contatti nel governo, ma nemmeno i suoi agganci sanno dove si trovano i due cacciatori. In realtà Crowley non è molto interessato a cercarli, comunque il demone è sicuro che se la caveranno da soli dato che sono usciti da situazioni peggiori. Castiel ha provato a sostituire Sam e Dean come cacciatore, ma senza risultati positivi in quanto non è all'altezza dei suoi amici. Improvvisamente i carcerieri scoprono che Dean e Sam sono morti nelle loro celle e trovano strano che entrambi siano deceduti nello stesso momento. Una volta trasferiti in obitorio, Sam e Dean si risvegliano e scappano rubando un cellulare con il quale si mettono in contatto con Castiel. Guardandosi intorno capiscono che si trovano nella zona delle Montagne Rocciose in Colorado e chiedono a Castiel di raggiungerli. L'angelo riferisce a Mary che per salvare Sam e Dean avranno bisogno di aiuto, ma non se la sentono di chiederlo a Rowena e Crowley, quindi si mettono in contatto con Mick e Ketch che accettano di collaborare: i due Uomini di Lettere hanno capito che i fratelli Winchester sono prigionieri nell'Area 94, una struttura segreta dell'Intelligence governativa. Non potendo scappare rubando uno dei furgoni blindati della base, dato che sono tracciabili, Dean e Sam devono quindi darsi alla fuga a piedi nel bosco, trovando riparo in un vecchio rifugio. Quando gli agenti del governo li raggiungono, i due fratelli riescono ad avere la meglio contro di loro e decidono di risparmiare le loro vite, poi raccontano la verità (cioè che il presidente era posseduto dal Diavolo), con la promessa che se proveranno a cercarli la prossima volta non saranno così fortunati. Dean e Sam incrociano Castiel nel bosco e lui li abbraccia entrambi, inoltre sono sorpresi di vedere che insieme all'angelo c'è pure la loro mamma. I fratelli Winchester scoprono che Mick e Ketch hanno contribuito alla loro ricerca, usando un satellite con visione termica in loro possesso. I due Uomini di Lettere non vogliono nulla in cambio del loro aiuto, al massimo sperano che avendo contribuito a salvare i Winchester la loro reputazione migliori e forse ora i cacciatori americani saranno più propensi ad accettare la loro collaborazione. Ketch e Mick restano allibiti quando gli viene raccontato che Sam e Dean sono finiti nei guai per aver esorcizzato il presidente da Lucifero, ma non appena i due fratelli invitano tutti alla fuga, in quanto hanno lasciato gli agenti del governo ancora vivi, Ketch si limita a dire che sono stati poco professionali. Mentre Dean, Sam, Mary e Castiel si apprestano a tornare al bunker, vengono raggiunti dalla mietitrice Billie che esige la vita di uno dei Winchester. Dean confessa di aver invocato Billie quando era nella sua cella, per stipulare un accordo: lei li avrebbe temporaneamente privati della vita facilitando la loro fuga, ma in ogni caso uno dei due fratelli avrebbe dovuto seguirla in Paradiso senza più fare ritorno nel mondo dei vivi. Sam e Dean sono disposti ad accettare, è un prezzo ragionevole per loro perché rimanere in quelle celle per tutto quel tempo è stata in assoluto la tortura peggiore mai subita. Mary propone a Billie la sua vita in cambio di quella dei figli, e lei accetta, infatti l'accordo fatto con i due fratelli è stato suggellato con il sangue e se non verrà rispettato ci saranno conseguenze a livello cosmico. Mary si appresta a morire sparandosi alla testa, ma Castiel uccide Billie invalidando il patto. Ora Castiel ha capito quanto i Winchester sono importanti e il mondo ha bisogno di tutti e tre, affermando che non permetterà mai più a Sam, Dean e Mary di sacrificarsi. Ketch uccide tutti gli agenti nell'Area 94, così nessuno potrà più risalire ai Winchester e il governo americano non si intrometterà più nelle loro faccende. Mick fa nuovamente rapporto dando buone notizie, avendo trovato in Mary un cacciatore che finalmente vuole abbracciare la loro causa.
- Supernatural Legend: Angeli, Demoni, Mietitori.
- Guest star: Samantha Smith (Mary Winchester), Lisa Berry (Billie), David Haydn-Jones (Arthur Ketch), Adam Fergus (Mick), Kara Royster (Alicia Banes), Stephen Lobo (Rick Sanchez), Norman Browning (agente Camp), Donavon Stinson (Wally).
- Altri interpreti: Donald Heng (dottor Winters), Michael Kiapway (guardia).
- Musiche: If You Want Blood (You've Got It) (AC/DC), Ghost Town (The Specials), En el Cielo No Hay Cerveza (In Heaven There Is No Beer) (Flaco Jimenez).

## I rimpianti di Lily Sunder
- Titolo originale: Lily Sunder Has Some Regrets
- Diretto da: Thomas J. Wright
- Scritto da: Steve Yockey

### Trama
Una donna con una benda all'occhio sinistro aggredisce una ragazza in un bar che si rivela essere un angelo di nome Benjamin. La donna impedisce all'angelo di usare i suoi poteri angelici e la uccide con una lama angelica. Comunque, prima di morire, Benjamin invoca l'aiuto di altri tre angeli: Mirabel, Ishim e Castiel. Quest'ultimo si prepara a raggiungere l'amico, Sam e Dean gli offrono il loro aiuto e quindi partono con lui, anche se la situazione tra Dean e Castiel si fa tesa: il cacciatore nonostante gli sia grato per aver salvato sia lui che a Sam, non approva che di sua iniziativa avesse ucciso Billie. I tre, spacciandosi per agenti dell'FBI, indagano la scena del crimine al bar dove trovano un'altra lama angelica, mentre l'assassina di Benjamin, dal motel dove alloggia, manda un messaggio a Castiel e questo lo mette in agitazione. Castiel, insieme ai Winchester, va in una tavola calda dove ad attenderlo ci sono Mirabel e Ishim, ma l'angelo chiede ai cacciatori di stare in disparte in quanto Ishim non sopporta gli umani. Un tempo Castiel, Ishim, Mirabel e Benjamin facevano parte dello stesso squadrone angelico, finché Castiel non venne promosso operando insieme ad angeli di più alto livello come Balthazar e Uriel. L'opinione che Mirabel e Ishim hanno di Castiel è molto controversa: da una parte molti lo considerano un eroe ma altri lo vedono solo come una fonte di problemi. La misteriosa assassina uccide Mirabel e ferisce Ishim con una lama angelica, poi interviene Castiel che, dopo averlo portato in salvo, sembra riconoscere la donna. Dean e Sam sopraggiungono in difesa degli angeli, ma la donna misteriosa li invita a stare fuori dalla faccenda perché lei vuole uccidere solo gli angeli, poi scappa via in auto. Castiel e i Winchester portano Ishim in un luogo sicuro. I due angeli raccontano ai cacciatori che quella donna si chiama Lily Sunder e spiegano che prima dell'Apocalisse loro scendevano di rado sulla Terra. Infatti prima di incontrare i Winchester l'ultima volta fu a Orono nel Maine, nel 1901. Castiel a quel tempo aveva preso possesso di un tramite femminile, lui e la sua squadra avevano il compito di giustiziare un angelo, il serafino Akobel, che era stato mandato sulla Terra per osservare gli umani, ma finì con l'innamorarsi di Lily, un'insegnante di letteratura, che prese in moglie e con lei concepì una bambina, un Nephilim. Poiché per le leggi angeliche è vietato che gli angeli concepiscano figli con gli umani, Mirabel uccise Akobel, mentre Ishim uccise la bambina ma risparmiò Lily. Ora la donna è in cerca di vendetta e vuole uccidere tutti gli angeli che presero parte alla morte di Akobel e della sua bambina, inoltre Ishim afferma che dopo tanti anni lei è ancora viva perché si è sottoposta a un incantesimo demoniaco che, oltre a mantenerla giovane, le ha conferito anche dei poteri eccezionali. Dean e Sam decidono di dialogare con Lily nella speranza di convincerla ad abbandonare i suoi propositi di vendetta, nel frattempo Castiel rimane con Ishim e gli cura la ferita. Ishim è dell'opinione che angeli e umani sono deleteri gli uni per gli altri, ma Castiel non è d'accordo ed è convinto che Dean e Sam lo abbiano reso più forte. I Winchester, rintracciando la targa dell'auto di Lily, trovano il motel dove alloggia e parlano con lei spiegandole che non è colpa di Castiel se le leggi angeliche non tolleravano la presenza della sua bambina Nephilim, ma Lily racconta una versione diversa della storia: lei aveva studiato gli angeli da una vita e trovò il modo di invocarne uno, ovvero Ishim, che la istruì alla cultura degli angeli, ma lui si innamorò di lei, arrivando a nutrire una vera e propria ossessione per Lily la quale incominciò ad avere paura di lui finché Akobel non allontanò Ishim da lei. Adirato e umiliato, Ishim fece credere agli altri angeli che Akobel avesse concepito un Nephilim con Lily violando le leggi angeliche, così trovò un pretesto per farlo uccidere, ma in realtà la bambina di Lily era un'umana, infatti restò incinta prima di conoscere Akobel, poi Ishim uccise sua figlia e risparmiò Lily solo per il gusto di vederla soffrire. I Winchester non sanno se crederle o meno e quindi Dean va da Ishim, mentre Sam resta nel motel con Lily che gli spiega che i suoi poteri non derivano da un patto demoniaco. La donna, avendo studiato per anni gli angeli, imparò a replicare la loro magia angelica che le permise di non invecchiare, ma pagò un prezzo: oltre a perdere l'occhio sinistro, ogni volta che usa la magia angelica perde parte della sua anima e quindi anche la sua umanità. Ormai non prova più sentimenti, non sogna più e per molto tempo non ebbe l'occasione di vendicarsi degli angeli finché dopo la loro caduta sulla Terra, per opera di Metatron, non divennero un bersaglio facile. Inoltre Lily mette in guardia Sam dal fatto che se Dean raccontasse la verità a Castiel, allora Ishim potrebbe ucciderli per non compromettere la sua solida reputazione in Paradiso. Nel frattempo Dean raggiunge Ishim e Castiel, spiegando a quest'ultimo che il suo ex partner gli ha mentito. Ishim mette al tappeto sia Dean che Castiel, affermando che il cacciatore è la ragione per cui Castiel è diventato un debole quindi decide di uccidere Dean, ma poi arrivano Sam e Lily. I fratelli Winchester feriscono Ishim con le lame angeliche ma lui ha la meglio su entrambi, Lily prova a usare la magia angelica su di lui, ma Ishim riesce a contrastare facilmente il suo potere e proprio quando sta per ucciderla, Castiel trafigge Ishim con una lama angelica uccidendolo. Castiel si scusa con Lily sostenendo che nonostante fosse all'oscuro delle menzogne di Ishim questo non giustifica il modo in cui si comportò e che se Lily un giorno vorrà ucciderlo lui non opporrà resistenza, ma lei si limita ad andarsene ringraziando l'angelo. Tornati al bunker, Castiel ha modo di chiarirsi con Dean. Quest'ultimo gli spiega che non è arrabbiato con lui per aver ucciso Billie, ma è preoccupato perché potrebbero esserci delle terribili conseguenze per aver infranto il patto con la mietitrice, però Castiel non prova rimpianto per averli salvati. Poi riflettono sul fatto che il bambino che sta aspettando Kelly, la prole di Lucifero, non sarà un semplice Nephilim, ma essendo stato concepito da un arcangelo, il Diavolo, è impossibile immaginare di cosa sarà capace. I due cacciatori chiedono a Castiel se ucciderà Kelly, quando e se la troverà, pur di evitare che dia alla luce una tale creatura. Castiel ammette che un tempo avrebbe agito secondo le leggi angeliche, ma ora non ha idea di cosa farà. Sam è dell'opinione che Ishim si sbagliava e che Castiel non è un debole, al contrario è una persona migliore oltre al fatto che non si è mai tirato indietro davanti al pericolo e questa è un'ulteriore prova della sua forza.
- Supernatural Legend: Angeli.
- Guest star: Alicia Witt (Lily Sunder), Ian Tracey (Ishim).
- Altri interpreti: Tiara Sorensen (Mirabel), Jessa Danielson (Castiel nel 1901), Ava Sleeth (May), Nils Hognestad (Akobel), Miranda Edwards (Benjamin).

## A proposito di Dean
- Titolo originale: Regarding Dean
- Diretto da: John Badham
- Scritto da: Meredith Glynn

### Trama
Eureka Springs, Arkansas. Dean sta dando la caccia a uno stregone e, dopo averlo inseguito in un parco, gli spara uccidendolo, ma non prima che lui gli lanci contro un incantesimo attraverso un glifo disegnato su un albero. Dean si risveglia su un prato un po' spaesato e contatta Sam, preoccupato per non aver ricevuto notizie dal fratello per tutta la notte. I due fanno colazione in una tavola calda, dove Dean viene schiaffeggiato da una ragazza di cui non ha memoria. Poi tornano a investigare sul caso a cui stanno lavorando: un commercialista letteralmente morto soffocato dal denaro. Nel suo corpo vengono ritrovate numerose banconote e anche un sacchetto per maledizioni, dunque capiscono che l'assassino pratica la stregoneria. Sam però nota che suo fratello sta iniziando a dimenticare delle cose: non ricorda i nomi degli oggetti e a stento quelli delle persone. Non ci mette molto a capire che i vuoti di memoria di Dean sono causati dalla magia e che il fratello è stato attaccato dallo stregone, quindi telefona a Rowena per chiederle consiglio e la strega spiega che si tratta di un incantesimo dell'oblio: gradualmente Dean perderà tutta la sua memoria e poi morirà, ma l'unico modo per annullare il sortilegio è quello di uccidere lo stregone che ha lanciato l'incantesimo. Sam aiuta Dean a ricostruire la vicenda della notte in cui è stato attaccato, ma lui ricorda solo di aver comprato degli hamburger in un locale. Giunto sul posto, chiedono informazioni a una cameriera che comincia a trattarli con diffidenza: questa infatti è la stessa ragazza che aveva schiaffeggiato Dean e spiega che la sera prima avevano flirtato, si erano dati appuntamento all'orario di chiusura del locale ma alla fine lui era sparito. Visionando le telecamere del posto, scoprono che Dean è stato aggredito dallo stregone che poi è scappato nel parco. Sam riconosce il ragazzo, avendo visto la sua foto nell'ufficio della vittima, poi insieme al fratello perlustrano il parco e trovano il cadavere dello stregone ma, nonostante sia morto, Dean è ancora sotto l'effetto dell'incantesimo e assume un comportamento sempre più allegro, spensierato e puerile. Sam nota che lo stregone, prima di morire, aveva inciso su un albero dei glifi, così Sam contatta Rowena per farsi aiutare. Mentre si allontanano, altri due stregoni apprendono la morte del loro fratello, Gideon, e vorrebbero vendicarsi dei cacciatori. In motel, Sam e Dean ricevono la visita di Rowena che riconosce gli artefici dell'incantesimo. La strega spiega che Gideon faceva parte del clan dei Loughlin, una potente dinastia venuta dal Vecchio Mondo, giunta poi in America, che fu sterminata dai cacciatori, sebbene Rowena avesse udito delle voci secondo cui alcuni membri erano sopravvissuti. Infatti Gideon aveva due fratelli, Boyd e Catriona, che avevano ucciso quel commercialista perché si era appropriato del loro soldi. I Loughlin possiedono un potente libro di magia, il Grimorio Nero, e dato che la morte di Gideon non ha restituito a Dean i suoi ricordi, Rowena ipotizza che solo il Grimorio possa aiutarli, ma devono affrettarsi perché Dean continua a perdere memoria, tanto da non ricordare il suo nome. Sam decide di andare da solo ad affrontare i due stregoni, nonostante Rowena si fosse offerta di aiutarlo, ma il cacciatore preferisce che lei badi a Dean che ormai a stento ricorda di essere un cacciatore. In realtà Sam non si fida di Rowena avendo capito che vuole mettere le mani sul libro di magia. Mentre Dean è in compagnia della strega, Rowena gli rivela che lui ha fatto delle cose brutte, sporcandosi le mani di sangue, ma sempre per un bene superiore, al contrario di lei che è sempre stata meschina e crudele. Sam entra in casa di Boyd e Catriona, ma viene facilmente sconfitto, sopraggiungono però Dean e Rowena, quest'ultima infatti aveva capito che Sam era in pericolo, ma si scopre che per Rowena è anche una faccenda personale: lei in passato aveva chiesto ospitalità ai fratelli Loughlin affinché affinasse le sue abilità magiche, ma Catriona, Boyd e Gideon la cacciarono via trattandola come un animale. Rowena affronta Catriona, ma quest'ultima è molto più potente di lei, e proprio quando sta per uccidere Rowena, interviene Dean che spara a Boyd e Catriona uccidendoli entrambi. Rowena trova un incantesimo nel Grimorio Nero e restituisce a Dean la memoria. Sam decide di tenersi il libro di magia, infatti non avrebbe mai permesso a Rowena di appropriarsene. Inoltre Sam ammette che in un certo senso ha invidiato Dean perché quando era privo della sua memoria, senza dover affrontare il fardello del suo brutto passato, era felice, ma Dean afferma che non accetterebbe mai di essere felice se il prezzo da pagare fosse quello di perdere i ricordi delle esperienze che lo hanno fatto diventare l'uomo che è oggi.
- Supernatural Legend: Streghe.
- Guest star: Ruth Connell (Rowena), Tirra Dent (Catriona Loughlin), Vincent Gale (Boyd Loughlin).
- Altri interpreti: Justin Turnbull (Gideon Loughlin), Lindsay Winch (Elka), Christopher Coutts (coroner), Kenn Waller (Barry Gilman)
- Musiche: Broomstick Cowboy (Bobby Goldsboro).

## Una lancia mortale
- Titolo originale: Stuck in the Middle (With You)
- Diretto da: Richard Speight, Jr.
- Scritto da: Davy Perez

### Trama
Mary e il suo amico cacciatore Wally sorvegliano una casa abitata da un demone, ma prima di entrare in azione chiede l'aiuto di Dean, Sam e Castiel. Inoltre Mary e Wally tengono all'oscuro che questa missione è stata assegnata dagli Uomini di Lettere britannici; da quando Mary ha incominciato a lavorare per loro ha ottenuto grandi risultati nella caccia al soprannaturale, ma non intende ancora rivelarlo ai suoi figli. Mentre i cinque sono a una tavola calda per discutere del piano, Wally confessa di essere nervoso in quanto non ha mai dato la caccia ai demoni, ma solo a mostri soprannaturali. Inoltre Dean nota che una cameriera, Mandy, ha messo gli occhi su Castiel e gli fa da spalla per farsi dare un appuntamento. Quella sera il gruppo entra nella casa del demone e attendono il suo ritorno per fargli un'imboscata. Mentre preparano le armi e varie trappole, Mary si allontana dal gruppo e, perlustrando la casa, ruba qualcosa da una cassaforte per conto degli Uomini di Lettere, senza proferirne parola agli altri. Il demone rientra a casa, ma subito si accorge di non essere solo e appena i cacciatori entrano in azione, notano che è più potente di quanto pensassero. Infatti si tratta di un demone dagli occhi gialli, proprio come Azazel, e nemmeno il coltello di Ruby può ucciderlo. Intanto arrivano altri due demoni, tra cui proprio Mandy, che attaccano Sam e Wally. Dopo aver ucciso quest'ultimo, Mandy si appresta a uccidere Sam ma viene salvato da Dean. Intanto il misterioso demone dagli occhi gialli ferisce Castiel con una lancia particolare. L'angelo viene salvato da Mary che, dopo aver investito il demone, porta Castiel in un fienile lì vicino, poi vengono raggiunti da Sam e Dean. Quest'ultimo nota che la ferita di Castiel sta causando delle strane piaghe nere su tutto il corpo, inoltre l'angelo sospetta che la lancia usata dal demone fosse avvelenata siccome non riesce usare i suoi poteri per guarire e si sta lentamente indebolendo. Poco dopo arriva Crowley che rimprovera Castiel e i Winchester, spiegando loro che hanno fatto arrabbiare il demone sbagliato, infatti gli rivela che quello che hanno tentato di uccidere è Ramiel, uno dei Principi dell'Inferno. Crowley racconta che i demoni hanno fatto credere che i Principi dell'Inferno siano tutti morti, ma in realtà erano soltanto fuggiti per vivere indisturbati. I Winchester capiscono che i due demoni che prima li avevano attaccati lavoravano per Crowley, infatti li aveva messi lì di guardia per evitare che Ramiel venisse disturbato. Crowley racconta loro la storia dei Principi Infernali, ovvero Azazel, Ramiel, Dagon e Asmodeus, la prima generazione demoniaca creata personalmente da Lucifero, i demoni più antichi di tutti dopo Lilith, addestrati a guidare le truppe demoniache contro gli schieramenti angelici nella guerra al Paradiso. Inoltre Crowley spiega a Castiel che l'arma con cui Ramiel lo ha ferito è la Lancia dell'arcangelo Michele, capace di uccidere sia gli angeli sia i demoni semplicemente ferendoli: se essa ferisce un demone lo polverizza, mentre se ferisce un angelo come Castiel esso muore dopo che il suo corpo marcisce. Tutto ebbe inizio sei anni prima quando i Winchester sigillarono Lucifero nella gabbia, mancava la presenza di un re all'Inferno e dato che Azazel e Lilith erano morti, Ramiel era il primo in linea di successione per la corona di re dell'Inferno. Quindi Crowley andò da lui per convincerlo ad accettare il ruolo portandogli diversi doni, tra i quali anche la Lancia di Michele, ma nonostante lui avesse accettato l'arma, rifiutò il titolo di re affermando che ormai lui, proprio come Dagon e Asmodeus, aveva perso fede nei valori di Lucifero. Ciò che voleva Ramiel era una vita tranquilla quindi propose a Crowley di diventare il nuovo re degli Inferi intimandogli però di far sì che nessuno disturbasse la sua quiete altrimenti ne avrebbe risposto lui. Nel frattempo, Ramiel si avvicina al fienile e Crowley prova a convincerlo a lasciare in pace i Winchester perché per lui sono delle buone risorse, ma Ramiel si rifiuta di ascoltarlo e lo scaraventa via. Castiel suggerisce ai Winchester di scappare perché non vuole metterli in pericolo, affermando che conoscerli è stata la cosa migliore che gli sia mai successa perché li considera la sua famiglia volendo bene a tutti loro. Ma proprio perché Castiel è praticamente uno di famiglia, Sam e Dean gli promettono che non lo abbandoneranno, combattendo per lui. Quando Ramiel entra nel capanno, viene intrappolato in un cerchio di fuoco sacro e i Winchester gli chiedono il rimedio per aiutare Castiel. Ramiel afferma che non esiste una cura per una ferita inflitta dalla Lancia di Michele, inoltre a lui non importa più dell'Inferno, del Paradiso e di cosa potrà accadere se dovesse nascere il figlio di Lucifero, notizia giuntagli da sua sorella Dagon. Ramiel accusa i Winchester di aver rubato qualcosa di sua proprietà e minaccia che gli venga restituita, altrimenti li ucciderà. Sam e Dean non capiscono a cosa si riferisca e dicono di non avere nulla, Mary è spaventata ed è quasi sul punto di confessare ma Ramiel li affronta sfoderando la Lancia di Michele che spegne il fuoco sacro. Dopo una breve colluttazione, Sam riesce a disarmare Ramiel e con la Lancia di Michele lo trafigge polverizzandolo. Castiel sta per morire ma Crowley, attraverso un'intuizione, spezza la lancia e Castiel guarisce; infatti Crowley aveva capito che il potere mortale della Lancia di Michele traeva forza proprio dalla lancia stessa quindi per salvare l'angelo è bastato distruggerla. Castiel trova curioso che Ramiel li avesse accusati di furto, ma Mary continua a tenere per sé il segreto, rendendosi conto che l'aver accettato questo caso è stato rischioso per tutti ed è costato la vita a Wally. Infatti sei anni prima Crowley, oltre alla Lancia di Michele, fece un secondo dono a Ramiel che lui ha custodito nella cassaforte ma che ora Mary ha rubato, consegnandolo ad Arthur Ketch. La missione che l'Uomo di Lettere aveva affidato a Mary non consisteva solo nel dare la caccia al demone, ma comprendeva anche il recupero di un oggetto. Mary incontra Arthur Ketch e si arrabbia con lui perché non era stata messa al corrente di dover affrontare un demone così potente, minacciando di distruggere gli Uomini di Lettere britannici se dovesse rischiare ancora per un altro pericolo simile. Ketch si scusa e ammette di non sapere che il demone fosse un Principe Infernale, poi chiede a Mary di fargli vedere la refurtiva. L'oggetto che Crowley donò a Ramiel si rivela essere la Colt (che Dean perse durante un viaggio temporale). Intanto Crowley, dopo essersi accorto che in casa di Ramiel non c'è più la Colt, ordina ai suoi demoni di trovarla. Lucifero, che ora ha ripreso possesso del suo vecchio tramite Nick, indebolito al cospetto di Crowley, afferma che è ridicolo da parte sua continuare ad aiutare i Winchester perché loro sono cacciatori e uccidere i demoni è nella loro natura, aggiungendo che un giorno il demone a cui i due fratelli daranno la caccia sarà proprio Crowley.
- Supernatural Legend: Angeli, Demoni, Lucifero.
- Guest star: Samantha Smith (Mary Winchester), Jerry Trimble (Ramiel), David Haydn-Jones (Arthur Ketch), Donavon Stinson (Wally).
- Musiche: Walk with a Winner (Gene McDaniel), Stuck In the Middle With You (Stealers Wheel), Not for Me (Bobby Darin), Crop Won't Ever Come (Robin Loxley), Heart of Africa (Parish), La donna è mobile (fischiettata da Ramiel).
- Curiosità: Questo episodio è in gran parte un omaggio alle opere di Quentin Tarantino: Dal tramonto all'alba, Le iene, Kill Bill, Pulp Fiction.

## Faida famigliare
- Titolo originale: Family Feud
- Diretto da: P. J. Pesce
- Scritto da: Brad Buckner e Eugenie Ross-Leming

### Trama
Des Moines, Iowa. Dean e Sam indagano su due strane morti avvenute in un museo locale. Le vittime sono un'insegnante e un capo scout, morti a un giorno di distanza l'uno dall'altro e i Winchester sospettano di un fantasma. Attraverso delle ricerche scoprono che sei mesi prima, ad Andover in Massachusetts, un'altra insegnante è morta dopo aver visitato il museo locale. Sam e Dean notano che le morti sono cominciate da quando il museo ha ospitato una mostra dei reperti rinvenuti dal ritrovamento della nave The Star, affondata nel 1723; Dean rammenta che Gavin, il figlio di Crowley, sarebbe dovuto salire su quella nave ed è convinto che le morti siano una conseguenza dell'alterazione temporale, poiché è stato vincolato nel ventunesimo secolo. Intanto Mary continua a lavorare con Ketch e, usando uno degli equipaggiamenti ad alta tecnologia degli Uomini di Lettere britannici, uccide un Rugaru. I suoi figli le telefonano per convincerla ad aiutarli nel nuovo caso, ma lei con una scusa rifiuta. All'Inferno, Crowley può disporre di Lucifero a suo piacimento in quanto non è più intrappolato nella gabbia, ma a tenerlo fermo bastano delle speciali catene che i demoni di Crowley hanno forgiato studiando la gabbia a livello molecolare. Infatti quando Lucifero era nel corpo di Rooney, mentre Dean, Sam, Castiel e Rowena studiavano un modo per intrappolarlo nella gabbia, Crowley aveva altri piani. Il demone confessa di aver manomesso l'incantesimo di Rowena che, anziché intrappolare Lucifero, lo ha fatto tornare al suo vecchio tramite che i demoni hanno rimesso in sesto. Lucifero però è indifferente al demone, affermando che per lui sarà la fine quando suo figlio nascerà. Crowley è spaventato, convinto che Dean e Sam si fossero già occupati di Kelly. Nel frattempo i fratelli Winchester telefonano a Crowley per chiedergli di mettersi in contatto con Gavin, ma lui accetta di farlo solo a patto che uccidano Kelly prima che dia alla luce il figlio di Lucifero. Dato che questa richiesta non è accontentabile, i due cacciatori chiedono aiuto a Rowena, rivelandole infatti che ha un nipote: così grazie alla strega trovano Gavin che raggiunge i fratelli Winchester e Rowena, potendo conoscere così sua nonna. Intanto Kelly è ancora in fuga e viene raggiunta da due angeli che intendono ucciderla, ma la donna viene salvata da Dagon, una dei Principi dell'Inferno, che uccide facilmente i due angeli e si offre di proteggere la donna che non ha altra scelta che seguirla. Gavin guarda tra i reperti nel museo e nota che manca la collana che regalò alla sua fidanzata Fiona, infatti è lo spirito della ragazza la causa di tutto: lei e Gavin dovevano salire sulla nave insieme, ma lei è partita da sola visto che poco prima della partenza lui era stato rapito da Abaddon e portato nel ventunesimo secolo. Fiona era stata maltrattata dai marinai che abusarono di lei, inoltre la ragazza odiava in la sua vecchia insegnante, presente tra l'equipaggio, che non provò a difenderla, ma addirittura affermava che meritava tutto quello che le avevano fatto. Lo spirito di Fiona riflette la sua rabbia contro coloro che dovrebbero proteggere i ragazzini, come il capo scout e le insegnanti. Nel frattempo Ketch fa notare a Mary che con i suoi figli è molto più dolce e tenera, ma è solo quando lavora con gli Uomini di Lettere britannici, usando al meglio le sue abilità di cacciatrice, che tira veramente fuori la sua parte migliore. Dunque Ketch consiglia alla cacciatrice di allontanarsi dai loro figli, ma la donna rifiuta. Dopo aver capito che lo spirito di Fiona è vincolato alla collana, Sam e Dean scoprono che il cimelio è stato inserito furtivamente da Fiona nella tasca di un'insegnante del College di Pembroke. Ma in realtà lo spirito della ragazza è legato ai tanti oggetti rinvenuti sulla The Star, dunque è impossibile esorcizzarlo. L'unica possibilità è quella di rimandare Gavin nel 1723 per farlo imbarcare con Fiona e anche se moriranno insieme quando l'imbarcazione affonderà, almeno i loro spiriti troveranno la pace. Gavin accetta e prima di andarsene chiama suo padre per salutarlo; Crowley non intende perdere suo figlio, ma Rowena lo blocca con un incantesimo spiegandogli che Gavin, a differenza di loro due, è una brava persona. Dean e Sam, usando uno degli incantesimi degli Uomini di Lettere, riportano Gavin nella sua epoca e la sua anima, come quella di Fiona, trova la pace; il corso della storia cambia e tutte le vittime di Fiona ritornano in vita. Rowena, alla stazione degli autobus, viene raggiunta da Crowley, il quale ha capito che lei ha permesso la morte di Gavin per crudeltà e non per scopi nobili. Infatti Rowena era ancora arrabbiata con Crowley che l'aveva messa nella posizione di uccidere Oskar per rimuovere il Marchio di Caino da Dean. A lui voleva bene come a un figlio e per questo voleva ripagare Crowley con la stessa moneta, dato che Gavin era l'unica persona che il demone amava. Mary va al bunker e rivela ai suoi figli, con loro grande delusione, che ha iniziato a lavorare per gli Uomini di Lettere britannici.
- Supernatural Legend: Angeli, Demoni, Lucifero, Fantasmi, Rugaru.
- Guest stars: Samantha Smith (Mary Winchester), Ruth Connell (Rowena), David Haydn-Jones (Arthur Ketch), Courtney Ford (Kelly Kline), Ali Ahn (Dagon).
- Altri interpreti: Theo Davanay (Gavin MacLeod), Candace Woods (Fiona Duncan), Colby Wilson (capo scout).
- Musiche: Play With Fire (The Rolling Stones).
- Citazioni: Dagon dopo aver ucciso i due angeli si rivolge a Kelly dicendole “Vieni con me, se vuoi vivere” - celebre frase del film Terminator.

## L'incursione
- Titolo originale: The Raid
- Diretto da: John MacCarthy
- Scritto da: Robert Berens

### Trama
Mary cerca di spiegare ai suoi figli che gli Uomini di Lettere britannici stanno combattendo contro il soprannaturale nel modo migliore, ma i due fratelli, specialmente Dean, non sono disposti ad ascoltarla. Inoltre quando ammette che erano stati proprio gli Uomini di Lettere britannici a incaricarla di fare irruzione nell'abitazione di Ramiel, Dean si arrabbia perché, oltre alla morte di Wally, anche Castiel rischiava di fare la stessa fine, ma soprattutto lui si sente tradito perché ritiene che Mary abbia preferito lavorare per gli Uomini di Lettere britannici piuttosto che, da madre, stare dalla loro parte. Sam, diversamente da suo fratello, cerca di essere più comprensivo e questo lo porta a litigare con Dean. Su invito della madre, Sam raggiunge la base che gli Uomini di Lettere britannici hanno occupato sul suolo americano. Mick vorrebbe convincere i fratelli Winchester a unirsi alla loro causa, anche se Ketch non lo ritiene opportuno dato che, a suo dire, Mary è una cacciatrice migliore dei suoi figli. Mick spiega a Ketch che i fratelli Winchester rappresentano un'istituzione tra i cacciatori americani e che se li convincessero a unirsi a loro, anche gli altri li seguirebbero a ruota. Così Mick invita Sam a prendere parte a una riunione, presentandogli i membri dello staff, Serena e Alton, e anche il cacciatore Pierce Moncrieff, che di recente si è unito a loro. Sam resta notevolmente sorpreso nell'apprendere che gli Uomini di Lettere britannici hanno eliminato quasi tutti i vampiri nel midwest. Infatti diversamente dai cacciatori che si limitano a ucciderli a vista, loro li sorvegliano, nell'attesa che li conducano verso i loro covi, e solo allora li uccidono, perché essi sono interconnessi ad altri gruppi; dunque con questo metodo sono in grado di scovare altri vampiri sperando di poter risalire all'Alpha. L'ultimo covo si trova in un hotel abbandonato a Wichita ed è composto da una decina di vampiri. Sam è incuriosito dal fatto che gli Uomini di Lettere britannici hanno arruolato Pierce dato che è un cacciatore di poco conto, in effetti Mick gli confessa che a parte Mary non hanno avuto molto successo nel reclutare validi cacciatori. Ketch va a trovare Dean al bunker; inizialmente il cacciatore è restio a parlare con lui ma gli permette di entrare dopo che Ketch gli offre dello scotch. Lui comprende le ragioni per cui Dean è così ostile verso gli Uomini di Lettere britannici, dopo la brutta esperienza con Toni, confessandogli che un tempo loro due erano amanti e che nemmeno Ketch ha una buona opinione di lei, poi lo invita a unirsi a lui nell'eliminare i vampiri nell'ultimo covo. I due vanno sul posto ma non trovano nessuno, tranne una vampira che viene torturata da Ketch per avere informazioni, poi Dean le promette che la uccideranno nel modo meno indolore possibile, ma solo se dirà a entrambi dove sono gli altri vampiri. La vampira rivela che si stanno dirigendo alla base degli Uomini di Lettere britannici: infatti i vampiri, capeggiati dall'Alpha, fanno irruzione nella loro base; purtroppo Mary, Sam e Pierce dovranno cavarsela da soli, dato che Mick, Serena e Alton non hanno esperienza pratica. Mary e Mick fanno vedere a Sam la Colt, l'arma che sua madre ha rubato a Ramiel, purtroppo però non ci sono proiettili originali. Sam fornisce a Mick un incantesimo, appreso da Bobby, grazie al quale la Colt può funzionare anche con altri proiettili. Sam uccide alcuni vampiri mentre Pierce tramortisce Mary e conduce l'Alpha dagli Uomini di Lettere britannici. L'Alpha uccide Alton e Serena: infatti lui e Pierce sono soci, il cacciatore lo aiutava a mantenere un profilo basso permettendogli di nascondersi, e l'Alpha lo pagava profumatamente. L'Alpha spiega a Mick che sapeva da tempo che in Inghilterra gli Uomini di Lettere britannici stavano sterminando i vampiri anche se la cosa lo lasciava indifferente, ma da quando hanno incominciato a operare anche in America ha deciso di agire. Sam, con la Colt alla mano, gli punta contro la pistola dato che l'Alpha ignora che sia scarica, ma il vampiro non sembra preoccuparsi affermando che lui è una delle cinque creature che la Colt non può uccidere. Sam non gli crede perché se così fosse lo avrebbe già aggredito, poi viene a patti con l'Alpha: quest'ultimo dovrà permettere a Sam e Mary di scappare e potrà fare di Mick ciò che vuole. Mick, in un impeto di rabbia aggredisce Sam, poi quest'ultimo con la Colt spara alla testa dell'Alpha uccidendolo, infatti l'aggressione di Mick era un diversivo per passare a Sam il proiettile con cui caricare la Colt. Sam e Mary uccidono gli altri vampiri mentre i pochi sopravvissuti scappano, poi arrivano Dean e Ketch, quest'ultimo cattura Pierce e quando Sam gli chiede cosa ne sarà di lui Ketch si limita a dire che gli Uomini di Lettere britannici hanno procedure poco piacevoli da adottare contro i traditori. Dean, pensando che Mary era in pericolo, ha capito di non essere veramente arrabbiato con lei, avendo compreso che ormai è un adulto e che non deve dipendere da sua madre. Lui prende atto che Mary ha diritto a fare le sue scelte anche se lui non le condivide, quindi madre e figlio fanno pace. Mick rimprovera Ketch dato che non era rimasto alla base e, come se non bastasse, Alton e Serena sono morti, ma Ketch lo informa che era andato da Dean per convincerlo a unirsi a loro ricordandogli comunque che l'operazione era sotto la supervisione di Mick e gli fa capire che in questo lavoro spesso le persone muoiono. Sam parla con Mick dicendogli che ha cambiato idea e che si unirà a loro dato che alla luce dei fatti stanno cambiando le cose, promettendogli che troverà il modo di convincere pure suo fratello maggiore a unirsi alla loro causa.
- Supernatural Legend: Vampiri.
- Guest star: Samantha Smith (Mary Winchester), Rick Worthy (Vampiro Alpha), Adam Fergus (Mick Davies), David Haydn-Jones (Arthur Ketch), Aaron Douglas (Pierce Moncrieff), Sunita Prasad (Serena Colman).
- Altri interpreti: Kett Turton (Alton Morehead), Stew McLean (McGillicuddy), Alex Duncan (Kris), Andrew Tkach (vampiro).

## Da qualche parte tra Inferno e Paradiso
- Titolo originale: Somewhere Between Heaven and Hell
- Diretto da: Nina Lopez-Corrado
- Scritto da: Davy Perez

### Trama
Sheridan County, Nebraska. Una coppia di campeggiatori, Gwen e Marcus, si gode la vacanza prima di cominciare gli studi universitari. Quando Marcus si allontana dalla tenda per raccogliere la legna, un animale invisibile lo aggredisce e lo uccide, poi si avvicina a Gwen ma lei colpisce la bestia con un'ascia e scappa. Al bunker, i Winchester tornano da una delle loro missioni, poi Sam riceve un messaggio dagli Uomini di Lettere britannici che gli chiedono di indagare sul caso di Sheridan County. In realtà Dean non sa che i casi ai quali stanno lavorando arrivano dagli Uomini di Lettere e quando chiede a Sam come fa a trovare così tanti casi in poco tempo, lui risponde che utilizza un algoritmo che monitora i telegiornali e le comunicazioni della polizia. Dean sembra credere a ciò che dice quindi vanno sul posto, mentre Castiel, che è ancora sulle tracce di Kelly, va a Coeur d'Alene in Idaho. Fingendosi un federale, Castiel indaga sulla morte di un angelo avvenuta nel retro di un locale e dalle telecamere di sorveglianza vede una demone dagli occhi gialli, Dagon, che combatte contro gli angeli e poi scappa con Kelly. Intanto Crowley si diverte a stuzzicare e umiliare Lucifero che è ancora incatenato, ma lui non si lascia impressionare dalle sue provocazioni affermando che troverà il modo di fargliela pagare. Dean e Sam, spacciandosi per federali, parlano con lo sceriffo di Sheridan County il quale rivela che, dalla testimonianza di Gwen, il ragazzo è stato ucciso da una bestia invisibile. I Winchester capiscono che si trattava di un segugio infernale e sono dell'opinione che il caso sia già chiuso dato che probabilmente Marcus aveva fatto un patto con un demone dieci anni prima. I due si limitano a parlare con Gwen per darle un po' di sostegno emotivo, ma quando il mastino infernale entra nella casa della ragazza e cerca di ucciderla, Dean spara alla bestia e la mette in fuga. Dean e Sam le chiedono se abbia mai fatto un patto con un demone perché questo spiegherebbe il fatto che il mastino infernale le dia la caccia, ma Gwen è del tutto estranea a queste cose. Nel frattempo, all'Inferno, i demoni di Crowley espongono al loro Re i casi del giorno da portare alla sua attenzione ma lui non sembra molto interessato, finché Dean non gli telefona. All'inizio il re dell'Inferno è un po' ostile nei suoi confronti per via del ruolo che hanno avuto nella morte di Gavin, anche se Dean gli fa notare che è stata una scelta di suo figlio tornare nel passato. Dean gli spiega che un mastino infernale sta attaccando persone che non hanno fatto nessun patto demoniaco, quindi Crowley chiede ai suoi demoni i quali gli riferiscono che un segugio è scappato: si tratta di Ramsey. Crowley raggiunge Dean, Sam e Gwen spiegando loro che Ramsey non è come gli altri mastini infernali, è l'ultima sopravvissuta della prima generazione, creata da Dio, ma quando Lui si rese conto che erano troppo aggressivi li eliminò tutti, tranne Ramsey che Lucifero riuscì a salvare e lei diede vita alle future generazioni di mastini infernali che da anni servono i demoni. Però Ramsey, che era fedele solo a Lucifero, fu imprigionata dato che la sua aggressività era troppo difficile da gestire. Crowley spiega a Gwen che Ramsey le dà la caccia per rancore: infatti la ragazza per difendersi ha ferito il mastino con un'ascia e non si darà pace finché non l'avrà uccisa. Nel frattempo due demoni di Crowley, che segretamente sono ancora fedeli a Lucifero, avevano fatto liberare Ramsey per distrarre Crowley e sottrargli indisturbati le chiavi delle catene che tengono prigioniero Lucifero. I demoni, prima di liberare Lucifero, fanno delle richieste all'arcangelo, ma una volta tolte le catene lui li uccide. Intanto Castiel riceve la visita dell'angelo Kelvin che vorrebbe aiutarlo a trovare Kelly e impedire la nascita della prole di Lucifero. Inoltre gli riferisce che ora c'è l'angelo Joshua a governare il Paradiso e, nonostante molti angeli siano ancora arrabbiati con Castiel per tutto ciò che ha fatto, gli dice che c'è una possibilità per poter ritornare perché, a suo dire, il posto di Castiel non è sulla Terra con i Winchester, ma in Paradiso con i suoi simili. Kelvin gli dice che tutto quello che dovrà fare è trovare Kelly, così lui potrà tornare in Paradiso senza problemi. Nel frattempo Crowley decide di aiutare i Winchester, dunque lui e Dean vanno nel bosco per stanare Ramsey, invece Sam porta Gwen in un posto più sicuro con l'Impala. I due fratelli indossano degli occhiali imbevuti di olio santo che consentono di vedere facilmente il mastino infernale. Dean fa notare a Crowley che tutti loro sono cambiati, compreso il Re dell'Inferno, che sta aiutando Gwen senza chiedere nulla in cambio, oltre al fatto che ha salvato Castiel da Ramiel, ringraziandolo; i due trovano la tana di Ramsey ma il mastino non è lì. Intanto Sam accosta l'auto su richiesta di Gwen, ancora dispiaciuta per la morte del fidanzato. All'improvviso Sam vede Ramsey che attacca l'Impala, quindi scende dall'auto per combattere. All'inizio Ramsey ha la meglio, però interviene Gwen che scende dall'auto e salva Sam, il quale uccide Ramsey con una lama angelica. Gwen abbraccia Crowley in segno di riconoscenza e Sam lo ringrazia sentitamente. Crowley torna nella cella di Lucifero, ma scopre che lui è libero. L'arcangelo sfodera il suo potere per attaccare Crowley ma quest'ultimo lo neutralizza confessandogli che ora ha il controllo su di lui: infatti le catene che lo imprigionavano non avevano alcun potere, in quanto lui è riuscito a replicare a livello molecolare il potere della gabbia nel corpo di Nick, quindi la vera gabbia di Lucifero è il suo tramite umano, poi lo tortura promettendogli che ucciderà suo figlio. Castiel telefona a Dean e gli spiega che Kelly è con uno dei Principi dell'Inferno e ora dovranno affrontare la minaccia di Dagon, che ha la fama di essere estremamente pericolosa e crudele. Inoltre l'angelo decide di fidarsi di Kelvin e torna in Paradiso con lui. Nel frattempo, tornati al bunker, Sam rivela a Dean che i casi per i quali hanno lavorato ultimamente gli sono stati affidati dagli Uomini di Lettere britannici. Dean ammette che non si fida di loro, ma è anche vero che ha appena collaborato con Crowley quindi certe sue convinzioni sono cambiate, dunque decide pure lui di dare un'altra possibilità agli Uomini di Lettere britannici provando a collaborare con loro.
- Supernatural Legend: Mastini infernali, Angeli, Demoni, Lucifero.
- Guest star: Nathan Mitchell (Kelvin), Angelique Rivera (Gwen Hernandez), Connor Paton (Marcus).

- Citazioni: all'inizio della puntata Dean lascia su un tavolo una mazza da baseball avvolta nel filo spinato dicendo che si tratta di una delle armi preferite di suo padre: questo è un riferimento alla serie televisiva The Walking Dead, in cui il personaggio interpretato da Jeffrey Dean Morgan, Negan, usa come arma proprio quest'oggetto. Dean si riferisce a Ramsey con il nome di Cujo, riferimento al cane protagonista dell'omonimo romanzo di Stephen King.

## Le signore bevono gratis
- Titolo originale: Ladies Drink Free
- Diretto da: Amyn Kaderali
- Scritto da: Meredith Glynn

### Trama
Nel Wisconsin, due fratelli, Hayden e Ben Foster, vengono aggrediti da un licantropo incappucciato, che ferisce Hayden e uccide Ben. Dean accetta di lavorare con gli Uomini di Lettere britannici, seppur con qualche riserva, e Mick affida ai fratelli Winchester il caso di Ben. Inoltre propone ai due cacciatori di andare con loro, infatti la spiacevole esperienza dei vampiri gli ha fatto capire che è troppo impreparato e che un po' di pratica sul campo gli farebbe bene. Tra l'altro Mick è molto ferrato sui licantropi, avendoli studiati ai tempi dell'accademia. Dean non è d'accordo, ma Sam decide di dargli una possibilità dato che tutto sommato Mick se la cavò bene contro il vampiro Alpha. In viaggio sull'Impala, Mick spiega ai Winchester che, diversamente dai cacciatori americani, gli Uomini di Lettere britannici hanno combattuto i licantropi con strategie più ragionate e il risultato è stato ottimo, infatti dal 1920 in Inghilterra non ci sono più licantropi. I due fratelli hanno delle incertezze visto che nella loro esperienza hanno potuto constatare che non tutte le creature soprannaturali sono cattive, riferendosi a Garth, ma Mick non condivide questa loro visione perché per lui sono tutti dei nemici da eliminare. Mick porta i fratelli Winchester ad alloggiare in un albergo a tre stelle, lasciando Dean piacevolmente meravigliato, ma quando Mick gli chiede se ha dormito bene, il cacciatore non vuole dargli soddisfazioni. Hayden è ricoverata in ospedale con sua madre al capezzale, Dean e Sam si fingono due agenti dell'FBI per parlare con la donna, mentre Mick, fingendosi un medico, ispeziona le ferite della ragazza e scopre che è stata morsa, ma decide di tenerlo nascosto ai Winchester. Inoltre la madre di Hayden rivela che una ragazza molto giovane le aveva fatto delle domande sulla morte del figlio e sull'aggressione ai danni di Hayden, spacciandosi per una guardia della protezione della fauna selvatica. Dean e Sam capiscono che si tratta di Claire, la quale ha mentito a Jody facendole credere di essere a Madison per una visita al college, e decidono di incontrarla per sapere qualche informazione in più sul caso. Mick si congeda con una scusa e va in ospedale per uccidere Hayden che, essendo stata infettata dal morso del licantropo, è destinata a trasformarsi. Ma proprio quando la ragazza si risveglia trasformata, Mick la uccide iniettandole del nitrato d'argento e riesce a scappare. Il giorno dopo Dean, Sam e Claire indagano sulla morte della ragazza: il medico trova strano che non avesse più le ferite che si era procurata a causa dell'aggressione e quindi capiscono che Hayden era diventata un licantropo e che il suo potere rigenerante l'aveva guarita. A quel punto Mick cerca di giustificarsi dicendo che forse non ha notato il morso e si scusa con loro, ma i cacciatori ancora non si spiegano come sia morta. Dean e Mick vanno al bar dove Hayden era andata a bere poco prima dell'aggressione e chiedono informazioni al barista Justin, che li indirizza a Connor, l'ex fidanzato di Hayden, ma interrogandolo non ottengono nulla. Dean nota che Mick ha un comportamento strano e gli rivela di aver capito che è stato lui a uccidere Hayden. Mick confessa e gli spiega che ha solo eseguito il suo lavoro, ma Dean cerca di spiegargli che non tutte le creature soprannaturali sono crudeli e gli porta l'esempio della sensitiva Magda, che hanno aiutato di recente. Mick si sente in colpa, infatti Dean ignora che Magda è stata uccisa da Ketch. Poi gli dice che gli Uomini di Lettere britannici hanno codice da seguire, ma Dean gli fa notare che, per colpa di Mick, ora la madre di Ben e Hayden ha perso entrambi i suoi figli. Mentre Sam è con Claire gli confessa che ha capito che lei sta nascondendo a Jody che fa la cacciatrice, in effetti Jody aveva provato ad addestrare Claire ma lei sente che può imparare di più da sola, anche se Sam è dell'opinione che nascondendo la verità a Jody si sta comportando come un'immatura. Dopo aver litigato con Sam, Claire si allontana e viene aggredita dal licantropo incappucciato che la ferisce: ora Claire è contaminata e diventerà un licantropo. Sam e Dean cercano di tranquillizzarla affermando che col tempo imparerà a convivere con questa nuova natura, ma Claire preferisce morire dato che non vuole mettere in pericolo Alex e Jody. Sam rammenta che leggendo tra gli appunti degli Uomini di Lettere britannici aveva scoperto che stavano lavorando a una cura al plasma contro la licantropia. Mick gli spiega che è stata sperimentata con i topi, solo una volta la usarono su un umano, ma morì tra atroci sofferenze. Benché Dean non sia d'accordo, Claire accetta, ma bisogna iniettarle il sangue del licantropo che l'ha infettata. Il misterioso licantropo incappucciato rapisce Claire, ma Mick le aveva messo una cimice in tasca con cui rintracciarla. Intanto il licantropo si rivela essere Justin, lui apparteneva a un branco che era stato sterminato da cacciatori muniti delle armi degli Uomini di Lettere britannici. In aiuto di Claire arrivano Sam, Dean e Mick, quest'ultimo uccide Justin e preleva il suo sangue con una siringa per preparare la cura. La giovane ragazza, dopo aver patito a lungo il dolore, guarisce. Sam e Dean decidono quindi di dare a Mick una seconda possibilità, mentre Claire si separa da loro e decide di dire a Jody tutta la verità.
- Supernatural Legend: Licantropi.
- Guest star: Kathryn Love Newton (Claire Novak), Adam Fergus (Mick Davies), Abby Ross (Hayden Foster), Jordan Burtchett (Ben Foster), Matt Visser (Justin), Ryan McDonnell (Connor).
- Musiche: Make Me Wanna Die (The Pretty Reckless), Real Wild Child (Joan Jett & The Blackhearts)

## L'invasione britannica
- Titolo originale: The British Invasion
- Diretto da: John Showalter
- Scritto da: Brad Buckner e Eugenie Ross-Leming

### Trama
Londra, 1987. Alla Kendricks Academy, la dottoressa Hess convoca Mick e un altro studente, Timothy, nel suo ufficio per sottoporli a una prova di addestramento: uno dei due avrebbe dovuto uccidere l'altro con un pugnale e il vincitore sarebbe stato degno di diventare un membro degli Uomini di Lettere britannici. Timothy aveva provato a convincerlo a scappare dall'istituto per evitare che uno dei due morisse, ma Mick afferrò l'arma, pronto ad andare fino in fondo. Nel presente, Mick porta ancora con sé il senso di colpa per aver ucciso l'amico. Dean e Sam non hanno notizie di Castiel da tempo e si fanno aiutare da Eileen nella ricerca di Kelly, mentre Crowley continua a dare il tormento a Lucifero, umiliandolo, ma sorprendentemente l'arcangelo decide di riconoscere la sconfitta e si inginocchia davanti a lui. I fratelli Winchester trovano Mick ad aspettarli al bunker, lui li informa che gli Uomini di Lettere britannici da qualche tempo avevano rilevato una potente onda d'urto cosmica e i due cacciatori gli rivelano che si tratta di un Nephilim, ovvero del figlio di Lucifero che Kelly porta ancora in grembo. La notizia sconvolge Mick che rimprovera Sam e Dean perché non hanno ucciso la donna, che per di più ora è in fuga. Intanto Lucifero riesce a mettersi in contatto telepatico con Dagon per avere informazioni sul progresso della gravidanza. La demone si prende cura di Kelly che comincia ad avvertire forti dolori e quindi insiste per farsi portare da un dottore per un'ecografia. Dean e Sam imparano a conoscere meglio Mick scoprendo che lui è orfano, viveva per strada prima che gli Uomini di Lettere britannici non lo accolsero dandogli uno scopo. Nel frattempo un demone che lavora per Dagon uccide il dottore che aveva fatto l'ecografia a Kelly e cancella le tracce della donna per non farsi trovare dai cacciatori; poi il demone viene trovato da Eileen che prima di ucciderlo riesce a ottenere il numero telefonico di Kelly. Sam telefona a Kelly fingendo di essere un assistente del dottore che l'ha visitata e le chiede appuntamento, quindi lei, approfittando dell'assenza di Dagon, decide di andare all'appuntamento. Intanto Mick viene contattato dalla dottoressa Hess che, rendendosi conto del pericolo con l'imminente nascita del Nephilim, gli manda un collaboratore di sua fiducia e minaccia Mick di tenere da parte i Winchester in questa missione o li farà catturare da Ketch. Poco dopo Mick riceve la visita di un nuovo giovane membro degli Uomo di Lettere, Renny Rawlings, giunto in America su richiesta della dottoressa Hess, per aiutarlo a catturare Kelly. Renny e Mick raggiungono Eileen e Sam, consegnando a quest'ultimo la Colt. Dean cattura Kelly, quest'ultima è spaventata perché ha capito che non hanno buone intenzioni né verso di lei né verso il suo bambino. Poi però percepiscono una presenza maligna: è Dagon che, dopo aver avuto la meglio sui cacciatori, cattura Kelly. Eileen riesce a prendere la Colt e spara a Dagon ma la demone si teletrasporta via con Kelly e la pallottola vagante uccide Renny. Eileen comincia a scusarsi, ma Mick le punta la pistola contro e, seguendo il codice degli Uomini di Lettere britannici, ora deve ucciderla perché colpevole di aver a sua volta ucciso uno di loro. Sam e Dean provano a fermarlo e lo convincono ad agire secondo coscienza, mentre la ragazza supplica di risparmiarla in quanto è stato un incidente. Mick ripensa a quando uccise Timothy, ancora attanagliato dal senso di colpa, e decide di risparmiare la donna. Intanto Ketch e Mary, dopo aver ucciso dei mutaforma, finiscono a letto insieme; Ketch confessa alla donna di essere sorpreso perché non pensava che il loro rapporto avrebbe avuto questa svolta, ma Mary gli dice di non farsi strane idee e continua a ribadirgli che anche se vuole seguire gli Uomini di Lettere non rinuncerà alla sua famiglia. Crowley, per far sì che nessun demone metta più in discussione che lui è l'assoluto sovrano dell'Inferno, fa vedere a tutti che Lucifero ha deciso di sottomettersi a lui. In realtà il re dell'Inferno ignora che il demone Drexel si sta adoperando per annullare la magia della gabbia che impedisce al tramite di Lucifero di usare i suoi poteri. Intanto Dagon, dopo aver ammanettato Kelly a letto, le fa una terribile rivelazione: quei dolori che aveva sentito erano solo l'inizio, infatti lei non sopravvivrà al parto del Nephilim. Mick viene convocato al quartier generale da Ketch, dove è presente anche Hess che lo rimprovera: non solo si è fatto scappare Dagon ma non ha nemmeno giustiziato Eileen, quindi ora, oltre a uccidere la cacciatrice, dovranno decidere se fare lo stesso anche con Sam e Dean. Mick, che solo ora comincia a realizzare la natura oscura degli Uomini di Lettere britannici, decide di ribellarsi, sostenendo che Sam e Dean sono degli eroi, combattono le minacce e salvano delle vite. Ketch, con una freddezza disarmante, gli spara alla testa uccidendolo, mentre Hess decide di procedere allo sterminio di tutti i cacciatori sul suolo americano, da lei ormai ritenuti ingestibili e ribelli, che sono solo una minaccia da debellare.
- Supernatural Legend: Demoni, Lucifero.
- Guest stars: Samantha Smith (Mary Winchester), Shoshannah Stern (Eileen Leahy), Adam Fergus (Mick Davies), David Haydn-Jones (Arthur Ketch), Courtney Ford (Kelly Kline), Ali Ahn (Dagon), Gillian Barber (dottoressa Hess).
- Altri interpreti: Alex Barima (Drexel), Darren Adams (Renny Rawlings), Luke Seybold (Timothy), Spencer Drever (giovane Mick Davies).

## Il ricordo rimane
- Titolo originale: The Memory Remains
- Diretto da: Phil Sgriccia
- Scritto da: John Bring

### Trama
Tomahawk, Wisconsin. Durante una rimpatriata tra amici in un bosco, Jarrod si allontana dal gruppo e viene rapito sotto lo sguardo del suo amico Daryn da un uomo con una maschera da capra. Intanto Ketch, usando l'account di Mick, manda un messaggio a Sam e Dean in cui li invia a indagare a Tomahawk, dove ogni anno sparisce almeno una persona. Arrivati sul posto i due cacciatori, fingendosi agenti dell'FBI, chiedono informazioni allo sceriffo Barrett Bishop, che è anche il proprietario della macelleria dove lavorava Jarrod, gestita da Pete, amico dello sceriffo. Parlando con Daryn, Dean e Sam scoprono che a rapire Jarrod è stato un uomo con una maschera da capra; molti credono che il colpevole sia il leggendario Black Bill. Sam ipotizza che a rapire il ragazzo sia stato un satiro, creatura che rapisce le persone per orge sessuali per poi cibarsi dei loro corpi. Anche Daryn viene rapito: è stato rinchiuso nella cella frigorifera della macelleria, dove trova il corpo privo di vita di Jarrod e infine uno strano mostro uccide pure Daryn. Approfittando dell'assenza dei Winchester, Ketch e i suoi uomini entrano nel bunker per trovare ogni informazione utile su di loro, e anche la Colt, ma non la trovano dato che i due fratelli l'hanno portata con loro a Tomahawk; dopo aver riposto delle cimici, rimettono tutto a posto e cancellano ogni traccia del loro passaggio. Inoltre frugando nella stanza di Dean, Ketch scopre delle foto di famiglia ed è sorpreso di vedere che Mary non è invecchiata. Sam intanto fa delle ricerche e scopre che la famiglia di Barrett era molto potente, aveva il monopolio delle imprese commerciali della zona e varie proprietà che poi Barrett ha svenduto, tranne la macelleria e la sua casa. Dean e Sam vanno nella casa di Barrett e scendono nella cantina che ha tutta l'aria di una stanza degli omicidi, poi arriva Barrett e i due fratelli pretendono da lui delle spiegazioni. Lo sceriffo si dichiara innocente riguardo a quelle sparizioni, ma ammette che per anni la sua famiglia ha venerato il dio Moloch, che vive nei sotterranei della casa: loro rapivano le persone del luogo, dando così vita alla leggenda di Black Bill, e le portavano nella cantina dove Moloch si cibava del loro sangue, dando ai Bishop ricchezza e prosperità. Ma quando il padre di Barrett è morto lui ha scelto di non proseguire la loro sanguinaria tradizione, infatti dice di aver lasciato Moloch intrappolato da venti anni senza ricevere nutrimento, sperando che prima o poi morisse. Ma mentre Sam gli fa notare che Moloch è sparito, Dean viene catturato dall'uomo con la maschera da capra che si rivela essere Pete, il quale chiude Sam e Barrett nella cantina. Pete è il fratellastro di Barrett, suo padre lo aveva avuto dalla sua amante e, a differenza dello sceriffo, lui era cresciuto nella povertà. Non accettando che Barrett stava distruggendo il patrimonio della sua famiglia, entrò in casa sua di nascosto per rubargli degli oggetti di valore, ma per caso trovò Moloch nei sotterranei della sua abitazione, lo portò via con sé e decise di offrirgli delle vittime sacrificali per ridare potere alla famiglia. Pete chiude Dean nella cella frigorifera della macelleria, intanto Sam e Barrett riescono a uscire dalla cantina e raggiungono la macelleria, dove Sam uccide Pete. Nel frattempo Dean affronta il Moloch, ma interviene Sam che uccide la divinità con la Colt. Tornati al bunker i due fratelli riflettono sul fatto che sicuramente nessuno si ricorderà di loro e delle gesta compiute per proteggere il mondo dai pericoli del soprannaturale, ma che la loro eredità sono le persone che hanno salvato per poi incidere le loro iniziali sul tavolo come fecero da piccoli sull'Impala. Avendo concluso la missione, Sam e Dean fanno rapporto a Mick, ma risponde Ketch che, per tenere nascosta la morte dell'uomo, dice loro che è tornato a Londra. Loro ignorano che Ketch ha piazzato una trasmittente e che sta ascoltando tutto ciò che stanno dicendo.
- Supernatural Legend: Moloch.
- Guest star: David Haydn-Jones (Arthur Ketch), Steve Boyle (Barrett Bishop Jr.), Ryan McDonald (Pete), Daniel Doheny (Jarrod), Antonio Marziale (Daryn)
- Curiosità: i fratelli Winchester, fingendosi agenti del FBI, si presentano con i nomi “Stark” e “Martell”, citando le due casate della serie televisiva Il Trono di Spade.

## Il futuro
- Titolo originale: The Future
- Diretto da: Amanda Tapping
- Scritto da: Robert Berens e Meredith Glynn

### Trama
Dopo che Dagon racconta a Kelly le atrocità che suo figlio compirà e che la sua nascita le costerà la vita, la donna tenta il suicidio in una vasca da bagno, ma i poteri del bimbo la riportano in vita. Castiel torna al bunker da Sam e Dean, quest'ultimo però è arrabbiato con l'angelo dato che da giorni ignora le loro chiamate. Dean rimprovera Castiel perché se li avesse aiutati avrebbero sconfitto Dagon, che invece è scappata. Castiel ammette che si sente in colpa perché da quando i fratelli sono stati catturati dal governo non fa altro che collezionare fallimenti, infatti come se non bastasse non è riuscito a rintracciare Kelly e dunque desiderava tornare dai suoi amici con una vittoria chiedendo aiuto in Paradiso. Dean gli fa capire che il suo atteggiamento è sbagliato, che non può fare sempre di testa sua e che solo insieme a lui e Sam posso risolvere il problema. Facendo delle ricerche, Sam scopre che i Nephilim nascono dopo 5 mesi di gravidanza e dunque hanno ancora un mese di tempo per trovare Kelly. Sam e Dean non vorrebbero uccidere né la donna né il bambino e cercano di trovare altre soluzioni per evitare che il Nephilim comporti un pericolo per l'umanità. Sam si rende conto che un Nephilim ha sia l'anima di un umano che la grazia angelica, però se Castiel riuscisse a estrarre la grazia del bambino lui sarebbe solo un umano e quindi né il bambino e né Kelly dovrebbero morire. I Winchester decidono di discutere con Castiel del piano, ma scoprono che l'angelo è sparito rubando la Colt; infatti era andato al bunker solo per prendere l'arma e consegnarla a Kelvin. Quest'ultimo continua a ribadire all'angelo che sta facendo la cosa giusta, preferendo gli angeli ai Winchester, e che le sue azioni leveranno ogni onta dalla sua reputazione, ma Castiel gli confessa che non li sta aiutando per avere la loro approvazione, quanto per tenere Sam e Dean al sicuro da Dagon e riferisce che sarà lui a uccidere Kelly. Poco dopo i due angeli vengono raggiunti da Hozai e si apprestano a entrare nella casa dove Dagon tiene prigioniera Kelly, rilevando l'energia con la quale il bambino ha salvato sua madre dal suicidio (salvando anche sé stesso). Castiel nota che nella Colt ci sono solo due proiettili d'argento: uno lo useranno per uccidere Dagon e il secondo per uccidere Kelly. Gli angeli entrano nella casa ma il loro tentativo di cogliere Dagon di sorpresa fallisce, Castiel spara al demone ma, dopo che lei si è teletrasportata, il proiettile va a vuoto. Rimasto con un solo proiettile, Kelvin gli ordina di cercare Kelly, ma Castiel invece che ucciderla la porta via di casa scappando. Dagon comunica telepaticamente con Lucifero dicendogli che Castiel ha rapito Kelly, dunque Lucifero, adirato come non mai, minaccia Dagon di infliggerle le pene peggiori se non ritrova Kelly e la sua prole. Castiel rivela a Kelly che dovrà portarla al cancello del Paradiso, infatti un essere umano non può attraversarlo senza morire, quindi Kelly verrà disintegrata insieme al suo bambino nel momento in cui attraverserà il portale, mentre le loro anime andranno in Paradiso. Nascosti in un motel, Kelly confessa a Castiel che quando aveva tentato il suicidio suo figlio l'ha salvata e ha percepito la natura buona della creatura, quindi afferma che non è malvagia come tutti credono sia destinata a essere. Castiel è dell'opinione che quel bambino avrà un potere troppo grande, tale da piegare l'universo, ma Kelly sostiene che il bambino potrebbe aiutare l'universo, che forse c'è un piano più grande e che la nascita di suo figlio è destinata ad avvenire. Ma l'angelo fa notare alla donna che quando nascerà il piccolo, lei morirà e che dunque se lei non gli resterà accanto, pur partendo dal presupposto che non sia destinato necessariamente a essere una creatura malvagia, senza la sua guida non avrà nessuno che possa educarlo ed essere una brava persona. Il piccolo comincia a scalciare e Kelly invita Castiel ad appoggiare la mano sul suo ventre per sentire il bambino; Castiel sorride, poi il piccolo fa vedere a Kelly una visione: Castiel che la porta al cancello del Paradiso, lui che la protegge da Dagon e quest'ultima che muore bruciata viva. Dean e Sam raggiungono Castiel: infatti avevano messo un localizzatore nel suo cellulare quando era venuto al bunker. Dean è furioso con lui perché è scappato ancora senza dare spiegazioni; poi rivelano a Kelly il loro piano, ma la donna si rifiuta di privare al figlio del suo prodigioso potere che secondo lei è destinato a fare grandi cose. Mentre Sam e Dean discutono su cosa fare, Castiel e Kelly salgono sull'Impala, ma lei ne approfitta per scappare. Durante il viaggio, Kelly dice a Castiel che accetta di andare con lui verso il cancello del Paradiso seguendo la visione che suo figlio le ha fatto vedere, avendo compreso il ruolo che Castiel avrà in questa storia: sembra che il suo bambino voglia che sia proprio lui a prendersene cura quando Kelly morirà e dovrà essere lui a educarlo portandolo verso la giusta strada. Arrivati alle porte del Paradiso vengono accolti da Joshua che però viene ucciso da Dagon, la quale prima di uccidere Kelvin è riuscita a rintracciare Castiel. Quest'ultimo prova a difendere Kelly dalla demone, ma Dagon lo mette al tappeto facilmente e proprio quando stava per ucciderlo arrivano i Winchester; Dean cerca di spararle con la Colt ma Dagon lo ferisce al braccio e poi taglia in due l'arma. Dagon si avvicina a Kelly ma lei prende per mano Castiel e il bambino che lei porta in grembo passa all'angelo un po' del suo potere con il quale non solo guarisce dalle ferite di Dagon ma, prendendo la demone per il braccio la brucia viva, uccidendola. Tutto ciò che Kelly aveva visto nella visione profetica si è avverato. Dopo aver guarito il braccio di Dean, Castiel rivela ai Winchester di vedere le cose dalla prospettiva di Kelly sostenendo che lei ha ragione e che il bambino deve nascere con tutti i suoi poteri. Dean e Sam, ancora esterrefatti dall'accaduto, non sono sicuri della scelta dell'amico quindi provano a fermarlo, ma Castiel li fa addormentare entrambi e va via con Kelly. Castiel dopo tanto tempo ha finalmente qualcosa di più grande di lui su cui credere, poi va via in auto con Kelly, quest'ultima gli chiede che cosa gli ha fatto vedere suo figlio quando gli aveva ceduto parte del suo potere, e Castiel risponde semplicemente "il futuro".
- Supernatural Legend: Angeli, Demoni, Lucifero, Nefilim.
- Guest star: Courtney Ford (Kelly Kline), Ali Ahn (Dagon), Nathan Mitchell (Kelvin), Paul Barton (Joshua)

## Magie e vecchi merletti
- Titolo originale: Twigs & Twine & Tasha Banes
- Diretto da: Richard Speight, Jr.
- Scritto da: Steve Yockey

### Trama
Rock River, Wyoming. La strega Tasha Banes prenota una camera in un albergo e con un incantesimo va alla ricerca di qualcosa nella cantina del posto, ma poi viene uccisa. Mentre studiano un modo per riparare la Colt, Sam e Dean provano a cercare Castiel, preoccupati che l'amico sia stato manipolato dal potere del bambino. Inoltre si affidano all'aiuto di Jody che ha emesso un mandato di cattura per Castiel e Kelly in diversi stati. Intanto ricevono una telefonata da Max e Alicia Banes, i figli di Asa Fox, che chiedono aiuto per ritrovare la madre, Tasha, scomparsa durante una caccia. I Winchester li raggiungono a Rock River, Alicia spiega a Sam che sua madre ha insegnato la magia solo a Max, lei invece non ha mai voluto apprenderla. Sam, Dean, Max e Alicia arrivano nell'albergo dove trovano Tasha sana e salva, infatti sembra che non sia in pericolo, ma i ragazzi notano un uomo losco aggirarsi nei dintorni dell'albergo. Intanto Ketch e Mary catturano un mutaforma e Ketch lo tortura prima di ucciderlo, ma Mary è infastidita nel vedere Ketch che prova goduria nel fare del male agli altri. Lei trova strano che Mick non risponda alle sue telefonate, infatti Ketch le ha fatto credere che lui è tornato a Londra. Nel frattempo Dean e Sam scoprono che l'uomo misterioso visto fuori l'albergo è in realtà scomparso da mesi e decidono di indagare. I due entrano nella cantina dell'albergo e scoprono il cadavere di Tasha e quelli di altre vittime: a tutti è stato strappato il cuore. Poi arriva anche Max, il quale non riesce a credere che sua madre sia morta. Intanto Mary origlia una telefonata di Ketch che discute sulla spedizione di un contenitore numerato "12257". Entrata nel deposito del quartier generale, trova il contenitore e aprendolo scopre che dentro c'è il cadavere del povero Mick. Inoltre trova una stanza dove sono stati raccolti dati su Claire, Eileen e Garth, oltre che registrazioni su conversazioni dei suoi figli all'interno del bunker. Mary viene poi sorpresa da Ketch che le rivela che i cacciatori americani sono un pericolo e che il loro obiettivo è distruggerli, confessando anche di aver ucciso Magda e gli agenti del governo che avevano catturato Sam e Dean. Mary picchia violentemente Ketch il quale poi la mette al tappeto con un taser elettrico. Max usa la magia sulla strana creatura che ha assunto le sembianze della madre, che lo indirizza verso la direttrice dell'albergo che si rivela essere una strega. La donna ottenne la sua magia facendo un patto con un demone, ma quando morirà la sua anima andrà all'Inferno. La strega aveva catturato Tasha per farle prendere il suo posto così sarebbe stata l'anima di Tasha a finire all'Inferno, e in cambio le avrebbe ceduto la sua magia, ma al rifiuto di Tasha lei l'ha uccisa, e strappandole il cuore lo ha usato per dare a un fantoccio di legno le sue sembianze, così come ha fatto con tutte le altre vittime, infatti i dipendenti dell'albergo sono fantocci ai suoi comandi. I fantocci combattono contro Sam e Alicia, uccidendo quest'ultima, Dean spara alla strega e la uccide, e così i fantocci vengono neutralizzati. Max è distrutto, ha perso sia la madre che la sorella, ora dovrà bruciare i loro corpi rispettando le tradizioni dei cacciatori. Dean e Sam lo lasciano solo, ma a loro insaputa Max usa la stessa magia della strega che ha ucciso sua madre per dare a un fantoccio le stesse sembianze della sorella, con i suoi ricordi, riportandola in vita in un certo qual modo, infine brucia il cadavere della sorella per non lasciare tracce. Mentre Sam e Dean sono in auto, quest'ultimo vede che Mary gli aveva inviato sul cellulare un messaggio e ascolta l'accorato appello della madre. Mary viene tenuta prigioniera da Ketch, ma a occuparsi di lei sarà una vecchia conoscenza dei Winchester: Toni Bevell.
- Supernatural Legend: Mutaforma, Streghe.
- Guest stars: Samantha Smith (Mary Winchester), David Haydn-Jones (Arthur Ketch), Elizabeth Blackmore (Toni Bevell), Kendrick Sampson (Max Banes), Kara Royster (Alicia Banes), Alvina August (Tasha Banes).

## Tutti pazzi per Mary
- Titolo originale: There's Something About Mary
- Diretto da: P. J. Pesce
- Scritto da: Brad Buckner e Eugenie Ross-Leming

### Trama
In un bosco della Carolina del Sud, Eileen viene sbranata viva da un mastino infernale agli ordini di Ketch. Nel frattempo Toni fa il lavaggio del cervello a Mary, la quale condizionata da lei uccide un suo amico cacciatore. Inoltre Toni rivela alcune spiacevoli verità dopo che lei è morta per mano di Azazel, come il fatto che John si sia rifugiato nell'alcol. Hess è indecisa se dare a Toni o Ketch il posto di Mick nel gestire le operazioni in America: il loro piano è sterminare tutti i cacciatori americani e sostituirli con quelli inglesi, ma hanno intenzione di "riformare" Mary. Jody informa Dean e Sam che Eileen è morta, i due trovano sospetto che nel giro degli ultimi giorni sono morti sette cacciatori. Inoltre capiscono che la loro amica è stata uccisa da un mastino infernale, quindi telefonano a Crowley per avere delle spiegazioni, ma lui afferma di essere all'oscuro della cosa. In realtà il re degli Inferi ha mentito dato che lui conosce Hess da diverso tempo, infatti i due avevano fatto un accordo secondo il quale i demoni e gli Uomini di Lettere non si sarebbero intralciati a vicenda se Crowley avrebbe fornito loro un mastino infernale col quale uccidere i cacciatori e avrebbe condiviso tutte le informazioni utili che hanno. In realtà Crowley conta di sbarazzarsi anche di Hess a tempo debito. Ketch, che in parte si è affezionato a Mary, soffre nel vederla in balia di Toni che la sta condizionando affinché non distingua la realtà dalle illusioni. Mary si arrabbia con lui perché aveva posto fiducia negli Uomini di Lettere britannici, poi lo abbraccia come pretesto per sottrargli la pistola con l'intento di togliersi la vita, ma lui riesce a disarmarla. Dean e Sam non capiscono perché Eileen fosse in Carolina del Sud dato che si era rifugiata in Irlanda dopo la morte di Renny; poi trovano una lettera che aveva inviato per posta ai due fratelli nella quale dice che aveva il sospetto che gli Uomini di Lettere britannici la stessero osservando, avendo trovano delle cimici nella sua stanza, e che non sentendosi più al sicuro aveva deciso di tornare in America per chiedere aiuto ai Winchester. Sam e Dean capiscono che dietro le morti dei cacciatori ci sono gli Uomini di Lettere e pensano di essere anche loro nel mirino dei britannici, così tornano al bunker e, dopo aver trovato la trasmittente con cui Ketch ascoltava i loro dialoghi, fingono di parlare di una persona a cui hanno dato appuntamento che ha informazioni sugli Uomini di Lettere britannici. Toni finisce nel loro tranello e quando va nel luogo dell'incontro, Dean e Sam la rapiscono. Mentre Toni è in auto con loro si diverte a provocarli informandoli che Mary e Ketch sono amanti, che Mick è morto perché si stava ribellando e che infine uccideranno tutti i cacciatori americani, comprese Claire e Jody. Drexel riesce a invertire la polarità dell'incantesimo che Crowley ha fatto al tramite di Lucifero per avere controllo su di lui, infatti ora è l'arcangelo che (dopo aver riottenuto tutto il suo potere) controlla Crowley e con una lama angelica lo uccide apparentemente. Dean, Sam e Toni vanno al bunker ma ad attenderli ci sono Ketch e i suoi scagnozzi, inizia così un conflitto a fuoco, ma Dean si avvicina a Ketch e lo disarma facilmente. Poi però arriva Mary, il suo ricondizionamento è quasi completo e a breve sarà una perfetta macchina assassina. Mary salva Ketch e poi i due escono dal bunker e invertono il meccanismo dell'impianto di aerazione: nel giro di pochi giorni Dean e Sam (intrappolati dentro il bunker) moriranno per asfissia, ma il piano di Ketch non si ferma solo a questo, lui lascia anche Toni dentro al bunker con i due cacciatori così da sbarazzarsi di lei. I demoni sotterrano il cadavere di Crowley mentre ora Lucifero è libero e ha come unico scopo quello di trovare Kelly e il figlio che porta in grembo.
- Supernatural Legend: Mastini Infernali, Demoni, Lucifero.
- Guest star: Samantha Smith (Mary Winchester), David Haydn-Jones (Arthur Ketch), Elizabeth Blackmore (Toni Bevell), Gillian Barber (dottoressa Hess), Shoshannah Stern (Eileen Leahy),
- Altri interpreti: Alex Barima (Drexel), Andrew McNee (Rick), Chelsea Gill (Paige).

## Chi siamo
- Titolo originale: Who We Are
- Diretto da: John Showalter
- Scritto da: Robert Berens

### Trama
Mary riceve da Ketch un SMS in cui le ordina di uccidere la prossima vittima: Jody. Intanto Sam, Dean e Toni tentano di uscire dal bunker; i giorni passano e a breve l'ossigeno finirà, purtroppo i condotti dell'aria sono troppo stretti ed è impossibile fare breccia tra le mura di acciaio. Dean vorrebbe uccidere Toni ma lei gli intima di risparmiarla dato che essendo stata lei a condizionare Mary, è l'unica che può riportarla alla ragione. I tre provano a usare la magia per uscire dal bunker ma Ketch, che aveva messo in preventivo la cosa, ha imposto un blocco magico che impedisce ogni tipo di incantesimo. Sam si assume la responsabilità di tutto quello che è successo perché ha scelto di fidarsi degli Uomini di Lettere britannici, credeva veramente che loro avessero i mezzi per cambiare il mondo, ma ora ha capito che il loro vero obiettivo era avere il controllo sui cacciatori eliminando chiunque dia loro fastidio, anche gli innocenti. Guardando le planimetrie del bunker scoprono però che c'è un muro di cemento e dietro esso c'è il condotto fognario che conduce alla sala comandi, quindi Dean abbatte la parete con un lanciamissili e, raggiunta la sala, oltre a riattivare l'impianto di ventilazione, riesce a sbloccare le uscite. Dean e Sam, che tengono ancora in ostaggio Toni sull'Impala, avvisano i loro amici di mettersi al sicuro dagli Uomini di Lettere, ma notano che Jody non risponde e corrono in suo aiuto: i due fratelli vedono Mary legata a una sedia, infatti Jody ha avuto la meglio contro di lei anche grazie all'aiuto di Alex. Dean ordina a Toni di rimettere in sesto la madre, ma la donna ha mentito solo per salvarsi e rivela che non può fare nulla. Jody invita a casa sua un gran numero di cacciatori, tra cui anche Roy e Walt, per i quali Dean nutre ancora un po' di astio dato che avevano ucciso lui e il fratello, ma comunque Sam, con un discorso motivante, li convince a fare fronte comune contro gli Uomini di Lettere britannici. Dean decide di non prendere parte all'operazione per aiutare sua madre, ma confida in Sam, sicuro che ce la farà anche senza di lui. Ketch, preoccupato per Mary che non risponde alle sue chiamate, chiede a una sua collega di rintracciarla e scopre che si trova nel bunker a Lebanon, dunque capisce che i Winchester sono ancora vivi. Dean è ancora convinto di poter salvare la madre e chiede a Toni di fare un tentativo: la donna accetta solo perché è stata abbandonata dalla sua organizzazione e non saprebbe dove andare, poi chiede di lasciarla andare per tornare in Inghilterra da suo figlio. Toni collega degli elettrodi a Dean per stabilire una connessione neurale con Mary. Poi Toni fa addormentare Dean con un potente sedativo per permettergli di entrare nella mente della madre. Dean vede che lei è intrappolata in un ricordo del passato, di quando Sam era un neonato. Dean capisce che Mary finge di non vederlo, così per la prima volta ammette che pur amandola prova anche odio per lei, infatti per salvare la vita a John ha venduto Sam ad Azazel facendosi poi uccidere da quest'ultimo, e questo diede vita alla serie di eventi che rovinò la loro famiglia. Dean però aggiunge che la perdona, ma il contatto psichico tra madre e figlio si interrompe quando Ketch, appena giunto al bunker, uccide Toni. Dean e Ketch si affrontano in uno scontro molto violento, poi Ketch impugnando la pistola cerca di uccidere Dean, ma Mary, che si è appena ripresa dal condizionamento psichico, spara a Ketch e lo uccide senza pietà. Intanto Sam, Jody, Walt e Roy, seguiti dagli altri cacciatori, fanno irruzione nel quartier generale degli Uomini di Lettere britannici e li uccidono; Sam rischia di morire ma Roy gli salva la vita finendo però ucciso. Hess, rimasta completamente sola dato che i cacciatori hanno ucciso tutti i suoi uomini, viene tenuta sotto tiro da Jody e Sam, rivelando però a quest'ultimo che Crowley è morto e che Lucifero è scappato. La donna propone a Sam una nuova collaborazione perché la cosa più saggia è fare fronte comune dato che, nel caso in cui Lucifero dovesse mettere le sue mani sul Nephilim, diverrebbe inarrestabile. Sam rifiuta la sua offerta e, appena Hess prova a sparargli, Jody uccide Hess sparandole alla testa. Mary si scusa con Dean perché ha preferito lavorare con gli Uomini di Lettere britannici anziché con suoi figli solo perché dilaniata dal senso di colpa nel vedere che loro sono diventati dei cacciatori. Dean le rivela di non essere più arrabbiato perché sono state le esperienze che hanno vissuto a farli diventare gli uomini che sono ora. Poi vengono raggiunti anche da Sam e insieme suggellano il loro ritrovato legame con un lungo abbraccio.
- Questo è l'unico episodio della stagione in cui non compaiono creature sovrannaturali.
- Guest stars: Samantha Smith (Mary Winchester), Kim Rhodes (Jody Mills), Elizabeth Blackmore (Toni Bevell), David Haydn-Jones (Arthur Ketch), Katherine Ramdeen (Alex), Gillian Barber (dottoressa Hess).
- Altri interpreti: Kerry van der Griend (Roy), Nels Lennarson (Walt), Anthony Bolognese (giovane Dean), Chelsea Gill (Paige).

## Un altro mondo
- Titolo originale: All Along the Watchtower
- Diretto da: Robert Singer
- Scritto da: Andrew Dabb

### Trama
North Cove, Washington. Castiel e Kelly hanno affittato una casa sul lago, è solo questione di ore e Kelly darà alla luce il suo bambino che ha deciso di chiamare Jack, preparando la cameretta del nascituro. Inoltre poiché Kelly morirà durante il parto e quindi non avrà modo di conoscerlo, lascia un video per lui in una chiavetta USB. L'imminente nascita del bambino libera una scarica di energia che apre una crepa nel tessuto spazio-temporale, Castiel la attraversa e si ritrova in un mondo apocalittico venendo attaccato da un demone, ma in suo aiuto arriva Bobby che spara al demone salvando l'angelo. Sam, Dean e Mary provano a cercare Castiel e Kelly, telefonano anche a Rowena ma alla chiamata risponde Lucifero, che ha appena ucciso la strega, e con aria arrogante informa i Winchester che troverà suo figlio e che i due fratelli per lui non rappresentano una vera minaccia. Purtroppo i Winchester devono affrontare la realtà dei fatti: loro non hanno i mezzi per uccidere Lucifero e ora che Rowena è morta nessuno può sigillarlo nella gabbia. Crowley non è veramente morto, infatti poco prima che Lucifero lo pugnalasse il suo spirito demoniaco aveva lasciato il suo tramite umano prendendo possesso di un topo, per poi riprende possesso del suo tramite che era stato seppellito dai demoni. Crowley raggiunge i Winchester nel bunker e Dean lo colpisce con un pugno, furioso con lui dato che per colpa della sua arroganza ora Lucifero è libero. Crowley dopo molte riflessioni ammette che odia essere il re dell'Inferno, in quanto non è mai stato riconosciuto come un vero leader, quindi arriva a un accordo: i Winchester lo aiuteranno a incastrare Lucifero e in cambio lui sigillerà le porte dell'Inferno e nessun demone, eccetto Crowley, camminerà più sulla terra. I Winchester si mettono alla ricerca di Kelly: solitamente la nascita di un Nephilim è preceduta da eventi catastrofici e un sospetto blackout a North Cove li porta a indagare sul posto dove scoprono che Castiel ha affittato una casa a nome di Jimmy Novak, il tramite umano dell'angelo. Dean però, non fidandosi di Crowley, lo lascia nel bunker trafiggendo la sua mano con il coltello di Ruby. Kelly sta per partorire, infatti sono iniziate le contrazioni, Castiel cerca di confortarla descrivendole quello che aveva visto quando il bambino gli aveva passato parte del suo potere durante lo scontro con Dagon: un futuro dove non esistevano rabbia, odio e violenza, il bambino è destinato a creare un mondo nuovo. Castiel e Kelly vengono raggiunti dai Winchester; Mentre Mary aiuta Kelly, Castiel fa vedere ai due fratelli la crepa dimensionale e attraversandola raggiungono una realtà parallela della Terra dove Sam e Dean non sono mai nati, anche se Mary è stata uccisa da Azazel, c'è stata una guerra tra Paradiso e Inferno dove quasi tutti gli umani sono morti durante gli scontri tra gli angeli e i demoni, in pratica questa è una Terra dove i Winchester non hanno salvato l'umanità dall'Apocalisse. Dean, Sam e Castiel attraversano la crepa e ritornano nella loro Terra, venendo raggiunti da Crowley che propone un piano per sconfiggere Lucifero. Mary resta accanto a Kelly che sta per partorire, poi arriva Lucifero il quale è intenzionato a distruggere l'umanità dando vita a una nuova Apocalisse; Sam lo mette in guardia ricordandogli che Chuck ha il potere per fermarlo, ma Lucifero è convinto che ormai suo padre non si metterà più contro di lui. Sam e Dean attraversano la crepa e Lucifero li segue attraversandola a sua volta. Dean gli spara con la mitragliatrice di Bobby caricata con proiettili forgiati dal metallo delle lame angeliche, che però non hanno effetto su di lui. Il piano di Crowley è quello di usare un incantesimo per chiudere la crepa temporale e intrappolare Lucifero in quella dimensione, ma l'incantesimo richiede il sacrificio di una vita e Crowley intende offrire proprio la sua. Lucifero inizia a picchiare Dean, ma Crowley interviene in difesa del cacciatore e, dopo aver ammesso di odiare Lucifero, si gira a guardare un'ultima volta Sam e Dean dicendo loro "Addio ragazzi" e impugnando una lama angelica si toglie la vita. Dean e Sam attraversano la crepa che sta per chiudersi e ritornano nella loro Terra, mentre Kelly dà alla luce il bambino e lei muore. Prima che la crepa si chiuda del tutto, Lucifero riesce ad attraversarla, ritornano nella sua Terra, e uccide Castiel davanti a Sam e Dean. Mary usa il tirapugni magico degli Uomini di Lettere britannici per attaccare Lucifero, spingendolo nella crepa, ma lui la trascina con sé e, appena la crepa si chiude, i due restano intrappolati nella dimensione apocalittica. Dean, sconvolto per aver perso sia Mary che Castiel, si mette in ginocchio davanti al cadavere dell'angelo. Intanto Sam trova il corpo privo di vita di Kelly sul letto e le chiude gli occhi, poi vede il nascituro, Jack, che ha le sembianze di un adolescente, con gli occhi luminosi che lo fissano nel buio. 
- Supernatural legend: Angeli, Demoni, Lucifero, Nephilim, Dimensione alternativa.
- Guest star: Jim Beaver (Bobby Singer), Alexander Calvert (Jack), Samantha Smith (Mary Winchester), Courtney Ford (Kelly Kline).